# 塞拉耶佛
塞拉耶佛（IPA：[sǎrajeʋo] ⓘ），是波士尼亞與赫塞哥維納（波黑）的首都，也是該國第一大城。據2013年估計，塞拉耶佛市人口為275,524人。塞拉耶佛同时也是波黑实体之一波黑联邦的首都，及塞拉耶佛州的州府，还是另一实体塞族共和国法理上的首都。
塞拉耶佛位於波斯尼亞塞拉耶佛山谷之中，米利亚茨卡河沿岸，被狄那里克阿爾卑斯山脈所包圍。塞拉耶佛是波黑的社會及文化中心，也擁有區域性的政治、教育、娛樂、媒體、時尚、科學和藝術影響力，还是波黑主要的經濟中心。
塞拉耶佛以其宗教多樣性聞名於世，伊斯蘭教、東正教、天主教、猶太教數世紀以來都共存其中。因其悠久的歷史和宗教及文化多樣性，塞拉耶佛常被稱為「歐洲的耶路撒冷」 或者「巴爾幹的耶路撒冷」。直到20世紀後期為止，塞拉耶佛都是歐洲僅有的清真寺、天主教堂、東正教堂和猶太教堂可以比鄰共存的大都市。
雖然塞拉耶佛地區在史前時代開始就有人居住，但今日的塞拉耶佛是在15世紀奧斯曼帝國統治時期開始發展的。塞拉耶佛在近代多次成為國際關注的熱點。塞拉耶佛在1885年成為歐洲首個，也是全世界第二個全天運行路面電車的城市（世界首個有全天運行路面電車的城市是美國的舊金山）。1914年，塞拉耶佛发生了奧地利王儲暗殺事件（又名塞拉耶佛暗殺事件）。這起事件是第一次世界大戰的直接導火線。1984年，塞拉耶佛是1984年冬季奧林匹克運動會的會場。之後的南斯拉夫解體時期，塞拉耶佛在波黑戰爭期間遭到了持續數年的塞爾維亞人勢力的包圍，這也是現代戰爭史上時間最長的圍困戰。
时至2012年，塞拉耶佛仍处在戰後的復興重建中，正在逐漸恢復戰前的水準。旅行指南《寂寞星球》在「世界都市」排行榜中將塞拉耶佛排在第43位。這個名次要高過同樣是前南斯拉夫諸國各个觀光都市，包括第59位的杜布羅夫尼克、第84位的第盧布爾雅那、第90位的布萊德、第113位的貝爾格萊德以及第135位的薩格勒布，在2009年12月，塞拉耶佛還被列入2010年最值得去旅行的十大都市之一。2012年3月，塞拉耶佛戰勝了全世界其他100多個都市，被旅行博客Foxnomad評為「最佳旅遊都市」。2011年，塞拉耶佛獲得2014年歐洲文化之都的提名，是歐盟以外唯一獲得提名的都市。

## 語言和名稱來源
塞拉耶佛在波黑的三種官方語言波斯尼亞語、塞爾維亞語、克羅地亞語中的稱呼都是塞拉耶佛（Sarajevo / Сарајево）。在土耳其語中，塞拉耶佛的名稱是薩拉伊波斯納（Saraybosna）。塞拉耶佛這個名稱來自于土耳其語中的「宮殿」一詞「薩拉伊」（Saray），這也證明塞拉耶佛在奧斯曼帝國統治時期是具重要地位的都市。

## 歷史

### 古代

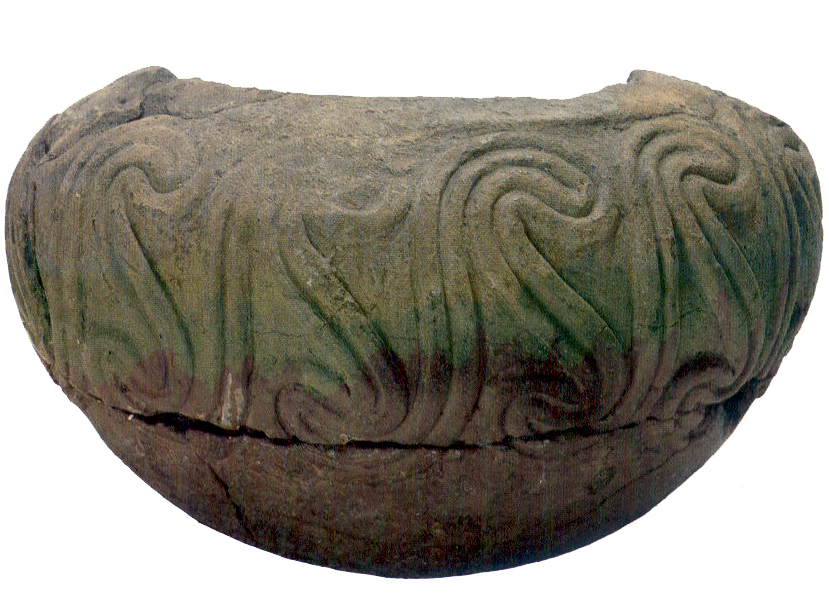
一個典型的布特米爾文化花瓶

塞拉耶佛河谷有著悠久的歷史，考古學家發現塞拉耶佛在新石器時代就有人居住。最著名的例子是塞拉耶佛地區的布特米爾文化。布特米爾文化是1893年奧匈帝國在塞拉耶佛郊區的伊利扎建設一個農學校時發現的。該地區發現了大量新石器時代的燧石。這在當時是巨大的發現，1894年，考古學家和人類學家還因此在塞拉耶佛舉行了會議。
伊利里亞文化是塞拉耶佛又一個突出的文化。古代人大多認為伊利里亞人生活在西巴爾幹地區。在被羅馬帝國征服之前，在塞拉耶佛地區有多個伊利里亞人的居住點。在羅馬帝國統治時期，城市的名字是硫磺溫泉（Aquae Sulphurae），位於今日塞拉耶佛郊區的城市伊利扎。羅馬帝國之後，哥特人佔據此地，之後斯拉夫人在7世紀來到這裡。

### 中世紀
在整個中世紀，塞拉耶佛都是波斯尼亞省的一部份。城市的名字改為弗尔赫-波斯纳（Vrh-Bosna）。聖座的文件記載，1238年教會曾在這裡建設聖保羅大教堂。斯拉夫人的城塞自1263年到城市被奧斯曼帝國征服的1429年為止都一直存在。

### 奧斯曼帝國

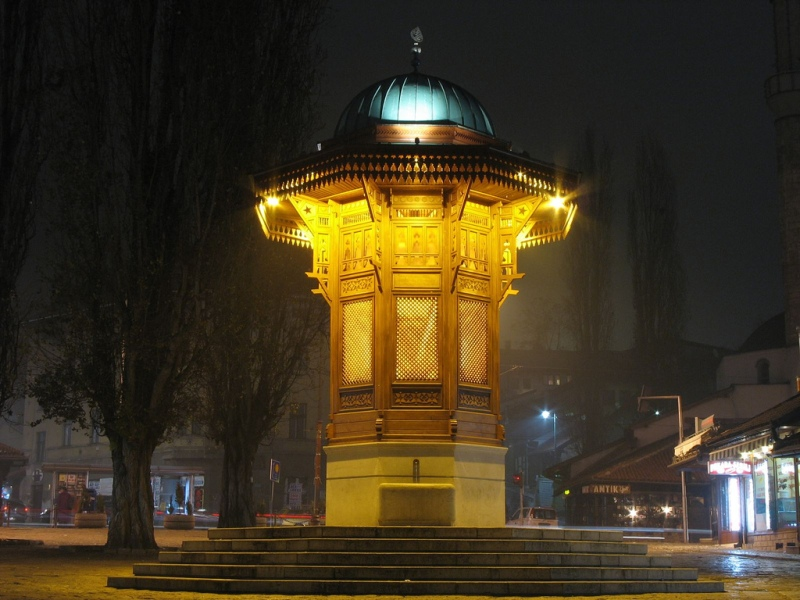
塞比利是奧斯曼風格的木質噴泉，位於巴什查爾希亞廣場的中心

奧斯曼帝國在1450年代建立了塞拉耶佛。1461年，在奧斯曼帝國波斯尼亞州首任州長伊薩·貝格·伊薩科維奇的統治下，城市得到了巨大的發展。1461年之後，伊薩科維奇監督了城市舊市區的建設，修建了供水系統和清真寺、帶屋頂的巴扎、公衆浴場、州長官邸。城市改名波斯納薩拉伊，發展為這個地區最大的都市。在這個時期，許多基督徒改宗伊斯蘭教。而這一地區則被稱為薩拉伊奧瓦斯（saray ovası），在土耳其語中的意思是「有宮殿的平地」。
格兹·胡色雷·貝格在1521年就任波斯尼亞的第二任州長，建設了城市最早的圖書館、伊斯蘭學校、蘇菲主義的學校、薩哈特庫拉鐘樓（Sahat Kula）等建築。舊城區的大部份地區都是在他的任內修築。塞拉耶佛以其的大市場和眾多的清真寺而聞名。在16世紀中期，清真寺的數量超過100個。在帝國的鼎盛時期，塞拉耶佛是奧斯曼帝國在巴爾幹半島僅次于伊斯坦布爾的第二大和重要的都市。1660年，塞拉耶佛的人口估計超過80,000人。相比之下，貝爾格萊德在1838年的人口是12,963人，薩格勒布在1851年人口是14,000人。由於政治上的重要性，塞拉耶佛也成為戰場。

### 哈布斯堡君主國、奧地利帝國及奧匈帝國時期
1697年，在大土耳其戰争期間，奧地利哈布斯堡君主國的歐根親王對鄂圖曼發起襲擊，佔領了塞拉耶佛。城市遭受了瘟疫的襲擊並被燒毀。塞拉耶佛雖然在之後重建，但并沒有完全恢復。1807年，塞拉耶佛的人口只有大約60,000人。奧斯曼帝國雖然將塞拉耶佛作為重要的行政據點，在1850年，波黑還是被奧地利帝國征服。1878年，按照柏林條約，城市的統治權交給奧匈帝國。波黑在1908年被合併入奧匈帝國。塞拉耶佛在維也納之前試驗導入了路面電車等新開發的設施。奧匈帝國的統治給城市帶來了巨大的發展。這一時期修建了各種工廠和其他建築，許多機構都西化和現代化了。塞拉耶佛的居民還在歷史上首次開始使用拉丁字母。
1914年6月28日，塞爾維亞人民族主義者加夫里洛·普林齐普在塞拉耶佛暗殺了弗朗茨·斐迪南大公（奧匈帝國皇儲）和他的妻子索菲·霍泰克，即薩拉熱窩事件。這起事件是第一次世界大戰的直接導火線。進入戰爭之後，巴爾幹半島的戰事大多在貝爾格萊德附近，塞拉耶佛在戰爭中逃過了大規模破壞。第一次世界大戰結束后，巴爾幹半島西部合併入南斯拉夫王國，塞拉耶佛成為德里納河省的首府。

### 南斯拉夫
第一次世界大战後，塞拉耶佛成為南斯拉夫王國的一部份。雖然塞拉耶佛仍然保持了一定的政治重要性並且是波斯尼亞地區的中心城市，但國家并沒有像過去那樣重視塞拉耶佛。這個時期除了現在的波黑國家銀行大樓之外，塞拉耶佛城市并沒有太大的發展。1941年4月，納粹德國、義大利、匈牙利和保加利亞入侵了南斯拉夫，塞拉耶佛受到轟炸。當時有約10,500名猶太人以及羅姆人、东正教徒塞爾維亞人居住。包括塞拉耶佛在內的波黑領土被劃入烏斯塔沙的克羅地亞獨立國。薩拉熱窩是義大利王國在克羅地亞獨立國勢力範圍的一部份。烏斯塔沙對當地的塞爾維亞人展開了迫害。萨拉热窝城在意大利投降後被德軍控制，並在1943年至1944年遭受了盟軍的轟炸。在約瑟普·布羅茲·鐵托率領的遊擊隊的抵抗之下，1945年4月6日，塞拉耶佛從納粹德國及烏斯塔沙的佔領之中解放。第二次世界大戰時使用的炮彈筒被挖掘，在塞拉耶佛洗淨和裝飾，作為工藝品進行銷售。

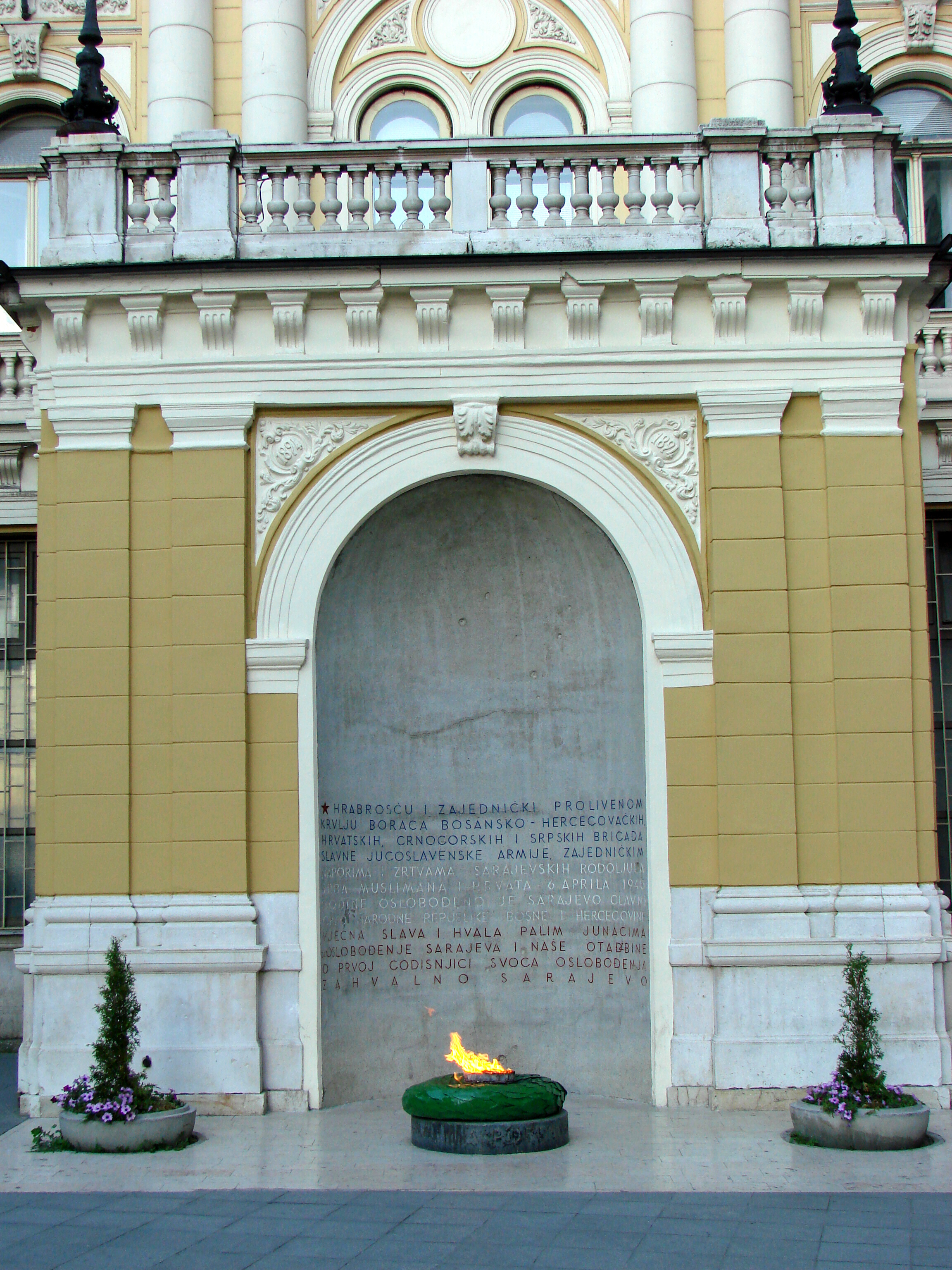
永恆的火焰，象徵二戰中戰勝法西斯

在解放之後，塞拉耶佛是南斯拉夫社會主義聯邦共和國的波士尼亞與赫塞哥維納社會主義共和國的首都。共產黨在塞拉耶佛投入鉅資，建設了許多新的住宅，新建設了新格拉德和新塞拉耶佛，城市的市區面積得到了擴大。塞拉耶佛再次成為巴爾幹地區的主要城市之一。戰爭結束時塞拉耶佛的人口有115,000人，而南斯拉夫解體時塞拉耶佛的人口有429,672人。塞拉耶佛快速發展，成為南斯拉夫的一個重要的區域性產業中心。塞拉耶佛發展的高峰期是在1980年代初期塞拉耶佛舉辦冬季奧運會的時期。

### 波黑戰爭

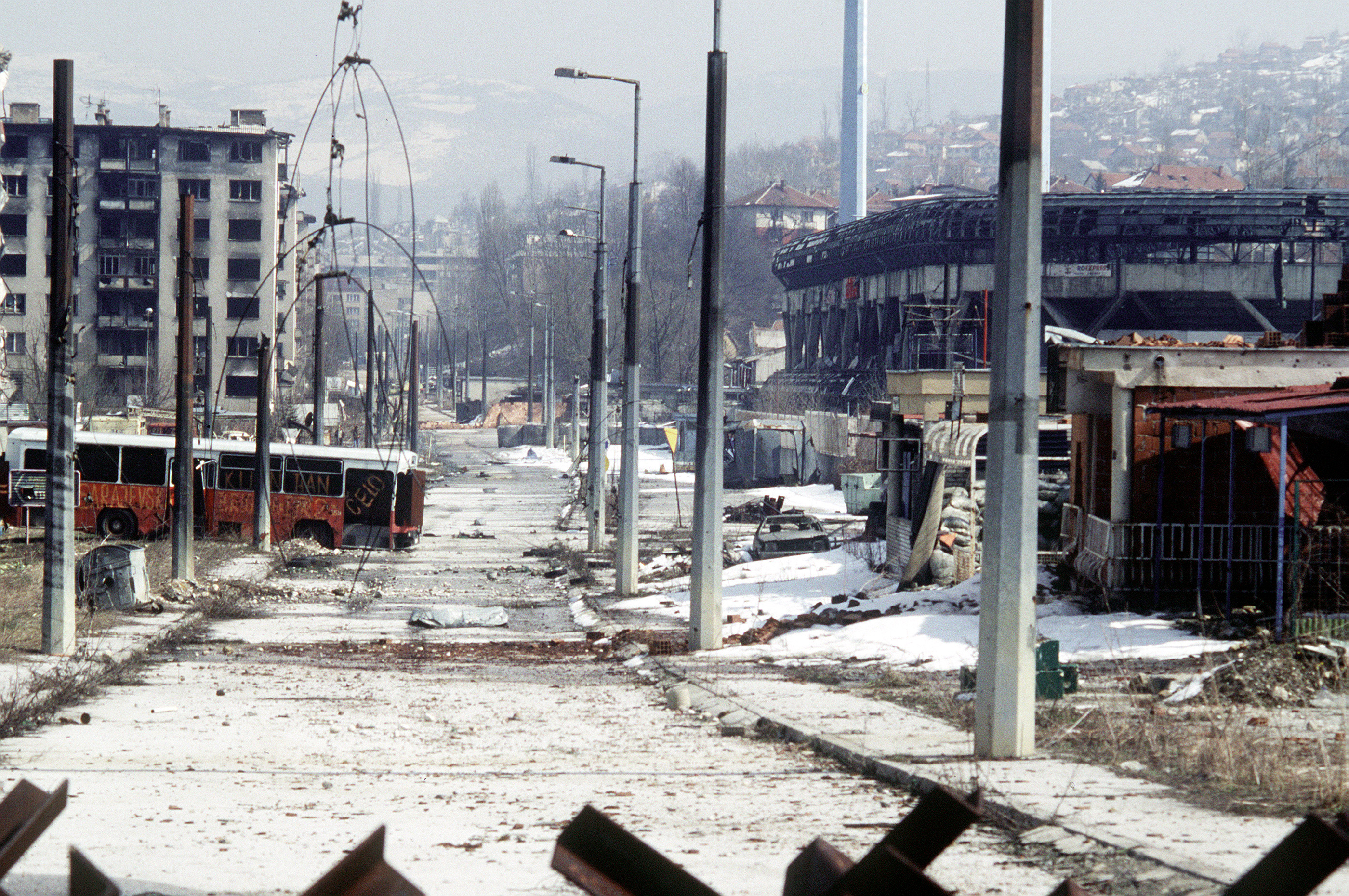
塞拉耶佛圍城戰之後的格巴維察

1992年3月，波黑爆發了波黑戰爭。塞拉耶佛爆發了一場現代戰爭史上時間最長的都市包圍戰薩拉熱窩圍城戰。塞爾維亞人勢力（塞族共和國）塞族共和國軍隊（VRS）和南斯拉夫人民軍（JNA）從1992年4月5日到1996年2月29日包圍塞拉耶佛。
塞拉耶佛圍城戰是波黑戰爭期間發生的都市保衛戰，波斯尼亞的塞爾維亞人武装勢力（塞族共和國軍隊）為回擊宣佈自南斯拉夫獨立，剛剛新組織的波黑政府的軍隊（波斯尼亞和黑塞哥維納共和國軍；ARBiH），在山上駐紮了軍隊包圍了塞拉耶佛。塞爾維亞人勢力拒絕參加剛剛新獨立的波黑，目標建設塞爾維亞人國家塞族共和國。波斯尼亞政府被包圍在城內，其防禦力量薄弱難以突出重圍。

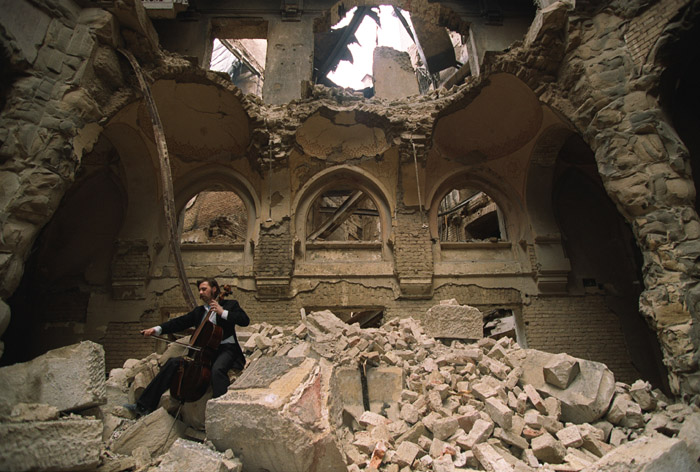
1992年战争期间，大提琴手韋德蘭·斯梅洛維奇在被摧毁的波士尼亞與赫塞哥維納國家和大學圖書館废墟中演奏

戰爭導致了大規模破壞和人員傷亡。11,541人在包圍戰中遭到殺害，其中超過1,500人是兒童。56,000人受傷，其中將近15,000人是兒童。死傷者的85%不是軍人而是市民。1991年的人口普查顯示，戰前城市和附近地區的人口有525,980人。由於眾多市民被殺害或者被迫移居，1995年時塞拉耶佛的人口減少到只有戰争前的64%，有334,663人。眾多市民都通過地下隧道等方式逃離被包圍的城市。另外，在塞拉耶佛的塞爾維亞人市民當中，也有逃往塞爾維亞人勢力支配地區的人。而在塞爾維亞人勢力占領下的地區，以波士尼亞克人（穆斯林族）為主的非塞爾維亞人市民遭到了殺害，或者遭受了強制驅逐等民族浄化行為。
2003年1月，塞族共和國軍塞拉耶佛-羅馬尼亞軍團的第一司令官斯坦尼斯拉夫·加利奇因對塞拉耶佛的包圍和恐怖襲擊，在前南斯拉夫國際戰犯法庭被判犯有反人道罪，判處無期徒刑。罪状中也包含了第1次馬爾加雷屠殺等罪行。2007年，接替加利奇的塞拉耶佛-羅馬尼亞軍團指揮官塞爾維亞人将軍德拉戈米爾·米洛舍維奇因第2次馬爾加雷屠殺和包圍塞拉耶佛，對市民的恐怖襲擊而被判有罪，判處33年徒刑。法庭認定馬爾加雷市場在1995年8月28日遭到了自塞拉耶佛-羅馬尼亞軍團處發射的120公釐迫撃砲的轟擊。

### 今日的塞拉耶佛
塞拉耶佛的復興開發是在1995年11月簽訂岱頓協定之後開始的。今日的塞拉耶佛是該地區發展最快的城市之一。城市各處都在建設現代的辦公樓和高層建築，其中最有名的有波斯摩城市中心、BBI中心和阿瓦茲大樓（也是巴爾幹地區最高的摩天大樓）。塞拉耶佛與卡卡尼之間近來亦完成一條新公路連結兩地。城市的大部份地區都得到了重新開發，在市中心已經很少看見被戰爭破壞的建築物。

## 地理和氣候

### 地理

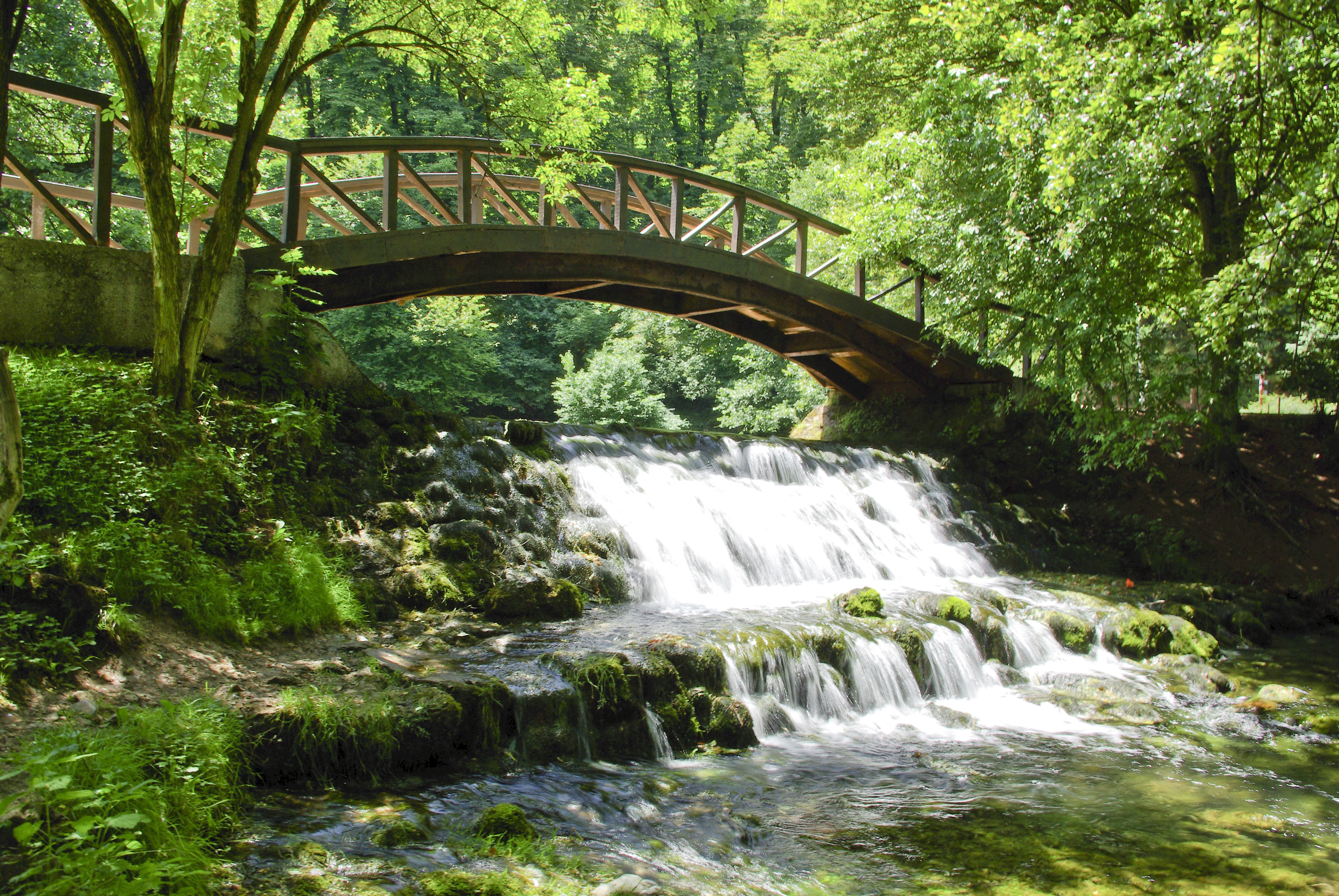
波斯尼亞之泉

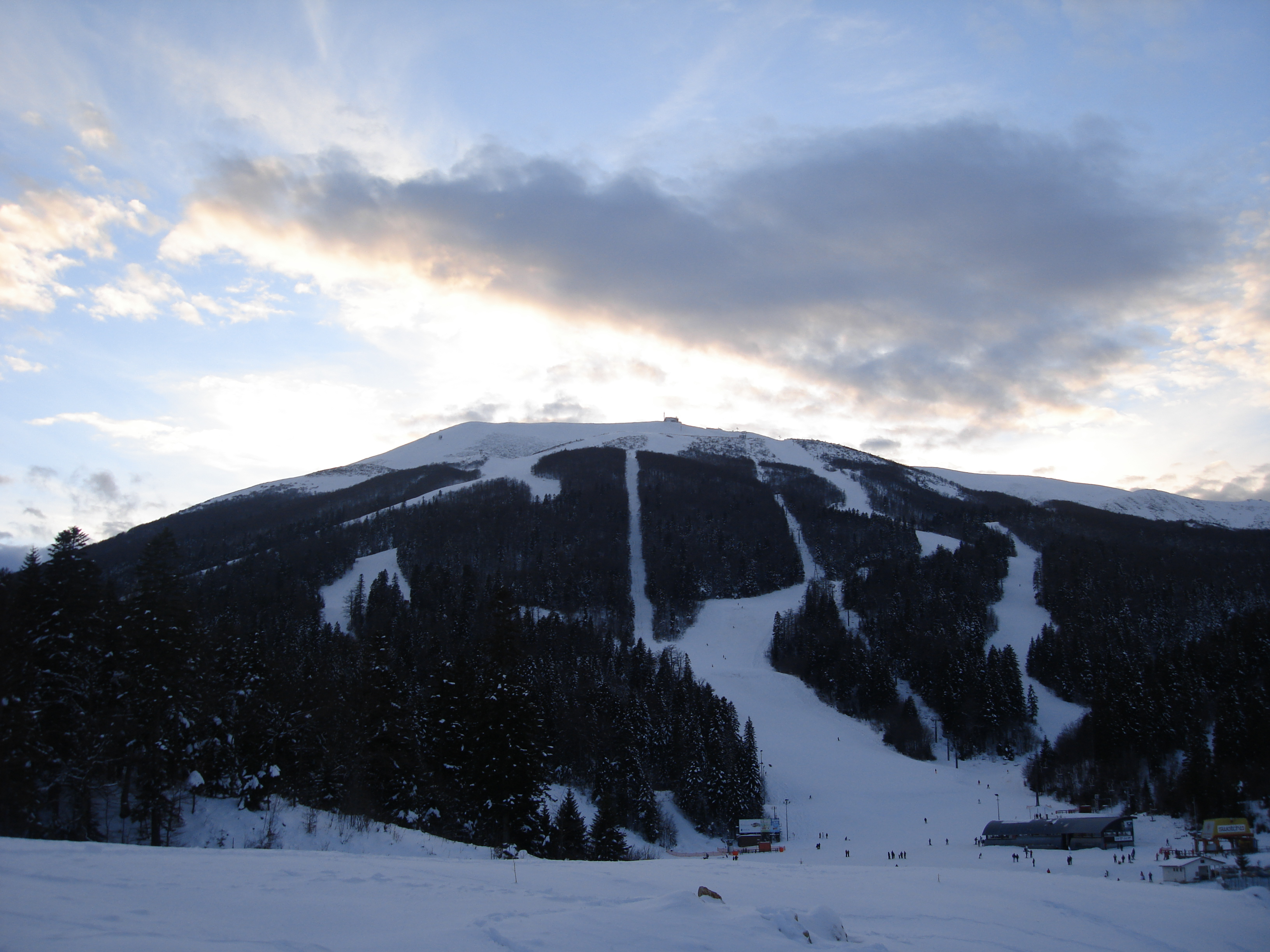
別拉什尼察山，是1984年冬奧會男子滑雪比賽的賽場

塞拉耶佛接近波黑三角形國土的幾何中心處，座標位置是43°52′0″N 18°25′0″E / 43.86667°N 18.41667°E。塞拉耶佛位於塞拉耶佛河谷之中，被狄那里克山脈所環繞。河谷在過去曾充滿綠色，但在第二次世界大戰後的開發和都市擴大之中逐漸消失。塞拉耶佛被由濃密森林所覆蓋的丘陵地和5座山峰所包圍。附近的山峰分別是標高2088米的特雷斯卡維察山、標高2067米的別拉什尼察山、標高1913米的雅赫尼那山、標高1627米的特雷貝維奇山、標高最低的是伊古曼山，有1502米。這些山峰中除了特雷斯卡維察之外的4座山峰都是1984年冬季奧林匹克運動會的會場。塞拉耶佛的平均標高約有500米。城市位於丘陵地帯之中，市內較陡的斜坡街道和位於高丘的住宅都證明了這一特點。
米利亚茨卡河是城市重要的的地理特徴。河流自城市東側流經市中心向西匯入波斯尼亞河。米利亚茨卡河有「塞拉耶佛之河」之稱，其源頭位於塞拉耶佛以東數公里的帕萊。波斯尼亞河的源頭波斯尼亞之泉靠近塞拉耶佛西部的伊利扎，這裡也是塞拉耶佛重要的自然地標。波斯尼亞之泉也是塞拉耶佛和其他地區觀光客的觀光地。此外還有數條小河流經市區和郊外。
塞拉耶佛都市區還包括了伊利扎、沃戈什恰、哈季契等城市。都市區面積超過141.5平方公里。另外，塞拉耶佛有部份地區在波黑戰爭之前隸屬於塞拉耶佛市，戰爭之後被劃入塞族共和國，成為東塞拉耶佛的一部份。

### 氣候
塞拉耶佛屬溫暖的大陸性氣候，其北側是中歐氣候區，南側是地中海氣候區。按照柯本氣候分類法，塞拉耶佛正好位於亞寒帯濕潤氣候和西岸海洋性氣候的交界處。南部的山區減少了海洋對塞拉耶佛氣候的影響。塞拉耶佛的年平均氣溫是15 °C，全年最冷的月份是一月，平均氣溫-0.9 °C，最熱的月份是七月，平均氣溫18.9 °C
。觀測史上的最高氣溫是在1946年8月19日記錄的40.7 °C，最低氣溫是1942年1月25日記錄的−26.2 °C。平均來看，塞拉耶佛一年有85天是夏日（最高氣溫達到或超過30.0 °C）。城市典型的天氣是多雲天氣，年間平均雲量達45%。陰天最多的月份是12月，雲量達75%。最晴朗的時候是在8月，雲量有37%。降水全年分佈較為平均。平均全年有116天有降水。塞拉耶佛的氣候適合開展這一地區盛行的冬季體育，也是1984年冬季奧運會的會場。
| 塞拉耶佛                 | 塞拉耶佛    | 塞拉耶佛    | 塞拉耶佛    | 塞拉耶佛    | 塞拉耶佛    | 塞拉耶佛    | 塞拉耶佛    | 塞拉耶佛    | 塞拉耶佛    | 塞拉耶佛    | 塞拉耶佛    | 塞拉耶佛    | 塞拉耶佛      |
| 月份                     | 1月         | 2月         | 3月         | 4月         | 5月         | 6月         | 7月         | 8月         | 9月         | 10月        | 11月        | 12月        | 全年          |
| ------------------------ | ----------- | ----------- | ----------- | ----------- | ----------- | ----------- | ----------- | ----------- | ----------- | ----------- | ----------- | ----------- | ------------- |
| 平均高温 °C（°F）        | 2.7 (36.9)  | 5.9 (42.6)  | 10.4 (50.7) | 15.1 (59.2) | 20.3 (68.5) | 23.1 (73.6) | 25.5 (77.9) | 25.7 (78.3) | 22.0 (71.6) | 16.5 (61.7) | 9.7 (49.5)  | 3.5 (38.3)  | 15.0 (59.1)   |
| 日均气温 °C（°F）        | −0.9 (30.4) | 1.5 (34.7)  | 5.1 (41.2)  | 9.4 (48.9)  | 14.1 (57.4) | 17.0 (62.6) | 18.9 (66.0) | 18.5 (65.3) | 15.1 (59.2) | 10.4 (50.7) | 5.3 (41.5)  | 0.3 (32.5)  | 9.6 (49.2)    |
| 平均低温 °C（°F）        | −4.4 (24.1) | −2.3 (27.9) | 0.7 (33.3)  | 4.4 (39.9)  | 8.5 (47.3)  | 11.4 (52.5) | 12.8 (55.0) | 12.6 (54.7) | 9.7 (49.5)  | 5.7 (42.3)  | 1.6 (34.9)  | −2.8 (27.0) | 4.8 (40.7)    |
| 平均降水量 mm（）        | 71.4 (2.81) | 67.0 (2.64) | 70.3 (2.77) | 73.6 (2.90) | 81.7 (3.22) | 91.0 (3.58) | 80.2 (3.16) | 70.7 (2.78) | 70.3 (2.77) | 77.3 (3.04) | 94.2 (3.71) | 84.7 (3.33) | 932.4 (36.71) |
| 平均降水天数（≥ 1.0 mm） | 10          | 9           | 10          | 11          | 11          | 11          | 9           | 8           | 8           | 8           | 10          | 11          | 116           |
| 月均日照時數             | 55.8        | 84.8        | 127.1       | 153.0       | 192.2       | 207.0       | 257.3       | 238.7       | 186.0       | 148.8       | 81.0        | 40.3        | 1,772         |
| 来源：HKO                |             |             |             |             |             |             |             |             |             |             |             |             |               |

## 政治

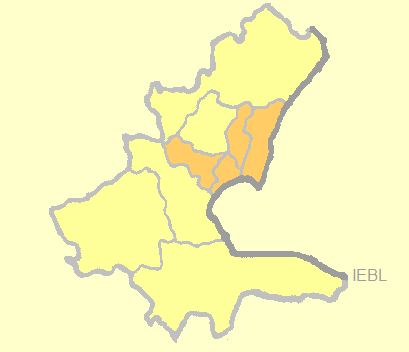
组成塞拉耶佛市的四個市镇：旧格拉德、岑塔尔、新薩拉熱窩和新格拉德（从东至西）

塞拉耶佛是波黑的首都。此外，塞拉耶佛是波黑的兩個实體之一的波赫聯邦的首都，也是塞拉耶佛州的州府。另外，波黑的另一個实體塞族共和國在法理上的首都也是塞拉耶佛（塞族共和國實際上的首都是巴尼亞盧卡）。国家、實體、州在塞拉耶佛都設有各自的議會和法院。並且許多國家在塞拉耶佛都設有使領館。
波黑聯邦主席團和波黑憲法法院都位於塞拉耶佛。波黑的議會也設在塞拉耶佛，在波黑戰爭中受到了很大的損害。爲了維持正常的業務運行，人員和文書都被移動的附近的大樓。議會的重建在2006年底開始，2007年結束。重建費用的80%是希臘政府通過希臘-巴爾幹復興計劃（ESOAV）承擔的，20%由波黑政府負担。
塞拉耶佛市是由塞拉耶佛州下屬的4個市镇旧格拉德、岑塔尔、新薩拉熱窩和新格拉德構成，每個市镇都有自己的市镇政府。4個市镇联合起来還組成了擁有自己机构组织法的塞拉耶佛市政府。市政府的行政机构由1名市長和2名副市長及内閣構成。立法機構是市議會。市議會有28名成员，其中1人是議長、2人是副議長、1人是書記官。議員由各市镇按照人口比例來選出。市政府還有司法機構，基於駐波黑國際高級代表的「高級司法檢查委員會」制定的戰爭后的法律體系運作。
構成塞拉耶佛市的市镇再下分为市区（Mjesne zajednice）。市區的設置目的是承擔塞拉耶佛的小部份行政任務，並且讓一般市民也有參加城市管理的機會。市區基于城市的主要街区。

## 經濟

波黑中央銀行

塞拉耶佛的經濟在經過了多年的戰爭之後開始了復興重建計劃。波黑中央銀行于1997年在塞拉耶佛開始運作，塞拉耶佛證券交易所在2002年開始交易。塞拉耶佛的重要的生產、行政、觀光產業都和巨大的地下經濟有關。塞拉耶佛是波黑最大的經濟活動據點。

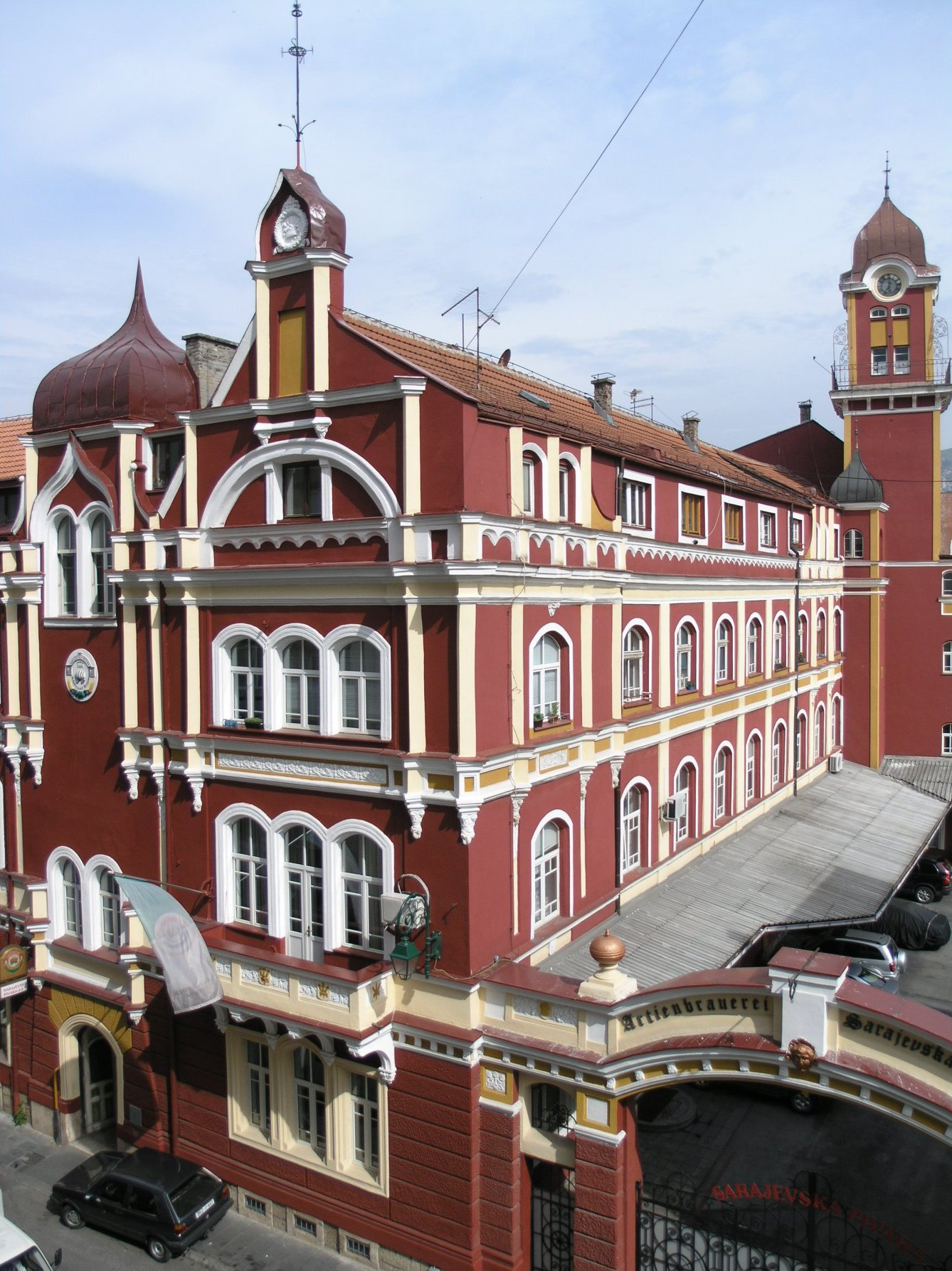
塞拉耶佛皮瓦拉是塞拉耶佛的一家釀酒公司

在共產主義時代，塞拉耶佛是重要的產業中心地。戰爭結束之後，塞拉耶佛的產業包含香煙、家具、服裝、汽車、通信器材等。總部設在塞拉耶佛的企業有B&H航空、BH電信、波斯馬爾、波斯納里耶克（Bosnalijek）、Energopetrol、塞拉耶佛捲菸廠、塞拉耶佛啤酒廠等。這些都是波黑各業界中最大規模的企業。
1981年，塞拉耶佛的人均國內生產總值是南斯拉夫平均水準的133%。2011年，波黑中央銀行估計薩拉熱窩的國內生產總值達16.76億美元，達波黑全國的37%。
此外，觀光也是塞拉耶佛經濟中重要的產業。

## 人口
波黑在1991年進行正式的人口普查之後，直到2008年為止都未曾進行人口普查。在1991年人口普查中，塞拉耶佛及附近的10個區共有人口527,049人。塞拉耶佛都市區的人口有416,497人。包括塞拉耶佛在內的波黑全國因波黑戰爭而發生了大規模的人口流動，其中很多至2008年都仍未能回到家鄉。
直到2008年為止，塞拉耶佛的人口都無法進行正確的統計，只有聯合國統計局和波黑聯邦聯邦統計局以及非盈利機構的估算數據。
按照2011年時的估計，塞拉耶佛4個市镇的人口合計估計有311,161人，包括這4個市镇的塞拉耶佛州的人口有438,757人，塞拉耶佛的面積有1,276.9平方公里，人口密度大約2,202.9人/平方公里。塞拉耶佛4個市镇中人口密度最高的是新塞拉耶佛，人口密度達7524人/平方公里。而塞拉耶佛4個市镇中人口密度最低的是旧格拉德，為2742人/平方公里。
由於戰爭的影響，城市的民族和宗教特徵發生了巨大的變化。塞拉耶佛數世紀以來都是多文化都市，也有「歐洲的耶路撒冷」之稱。在戰爭之前的1991年時，信奉伊斯蘭教的波士尼亞克人占塞拉耶佛人口的49%，其次是主要信奉正教會的塞爾維亞人，占34 %，主要信奉天主教的克羅地亞人，占7%。

## 交通

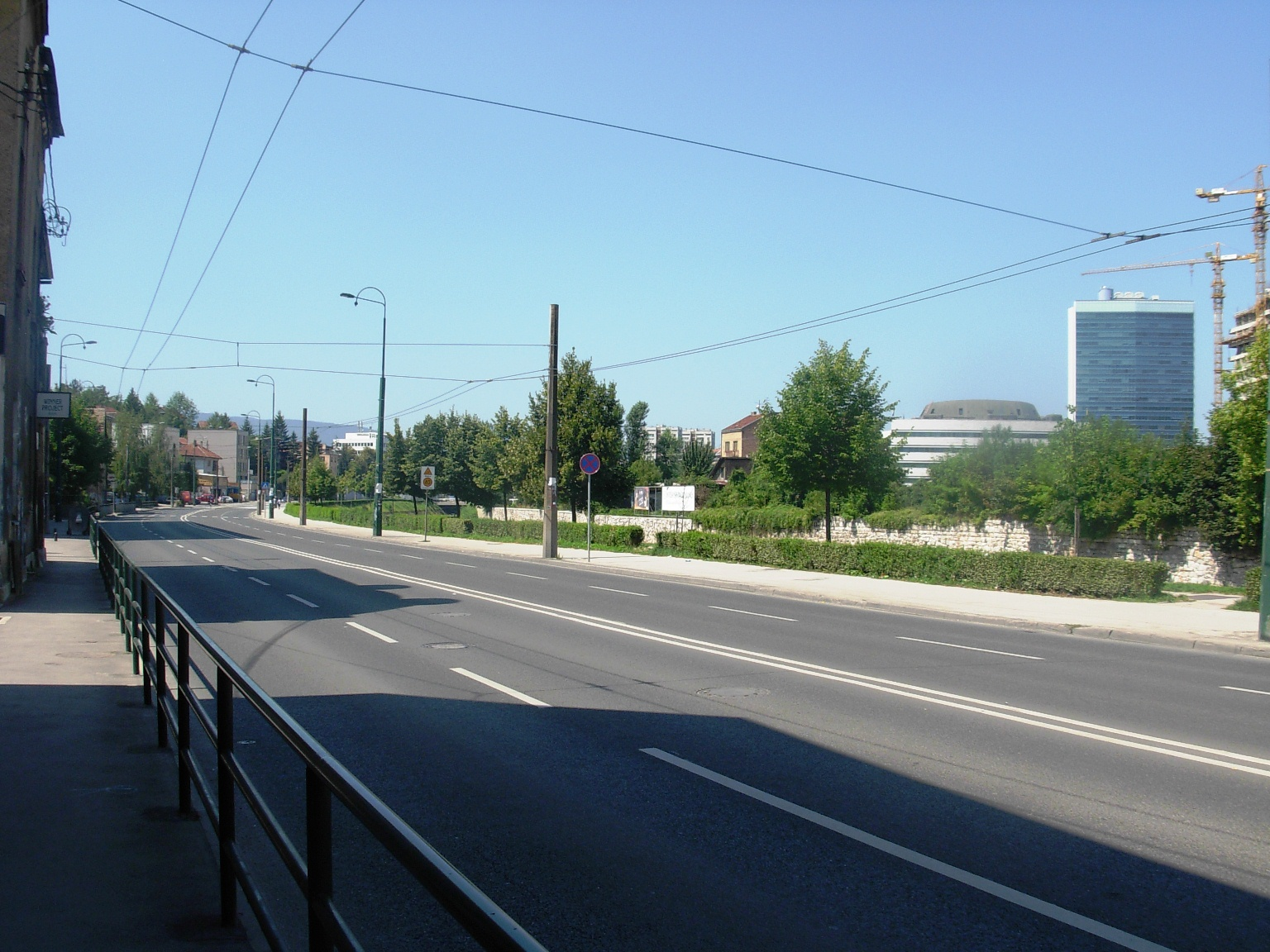
特雷濟耶大街

塞拉耶佛位於被山峰所包圍的河谷，城市規模較小且較為集中。由於道路狹窄加上停車場不足，塞拉耶佛限制汽車進入，對步行者和自行車來說是很好的環境。城市兩條主要的街道是以約瑟普·布羅茲·鐵托冠名的鐵托大街和連接東西的波斯尼亞之龍（Zmaj od Bosne）高速公路。塞拉耶佛也是波黑國內主要的交通樞紐，有通往澤尼察、巴尼亞盧卡、圖茲拉、戈拉日代、福查等波黑主要城市的公路。歐洲高速公路Corridor 5C途經塞拉耶佛，向北連接布達佩斯、向南連接普洛切。塞拉耶佛至卡卡尼的高速公路已經完工。而剩下的卡卡尼至澤尼察的部份預計將在2014年1季度完工。

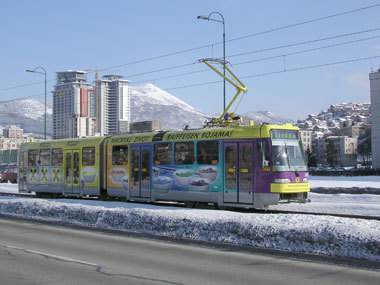
塞拉耶佛是歐洲最早全天（從早至晚）運行有轨电车的城市。有轨电车在之後也緊跟時代繼續改良。

塞拉耶佛市電有轨电车自1885年開始運行，是塞拉耶佛最古老的公共交通设施。奧匈帝國在維也納運行有轨电车之前先試驗在塞拉耶佛投入運行，當時的電車由馬匹牽行運行。最初修建時電車的軌距是760毫米，屬窄軌。1960年，升格為1435毫米的標準軌。電車在20世紀城市的發展過程中有著舉足輕重的作用。塞拉耶佛有7條有轨电车線路和5條無軌電車線路，此外還有眾多公共汽車路線。塞拉耶佛主要的鐵路車站位於城市的中北部。這個車站有眾多向西分出連接各地的路線，連接了城市的工業區。塞拉耶佛在進入21世紀后，產業更新得到進展，眾多高速公路和街道都進行了修繕。有轨电车的現代化，新的橋樑和道路的建設也有進展。爲了解決交通堵塞的問題，塞拉耶佛有修建地鐵的計劃。塞拉耶佛地鐵的首條線路將連接巴什查爾希亞和奧托卡，這條線路耗資1.5億歐元而費用將由歐洲重建和發展銀行出資。

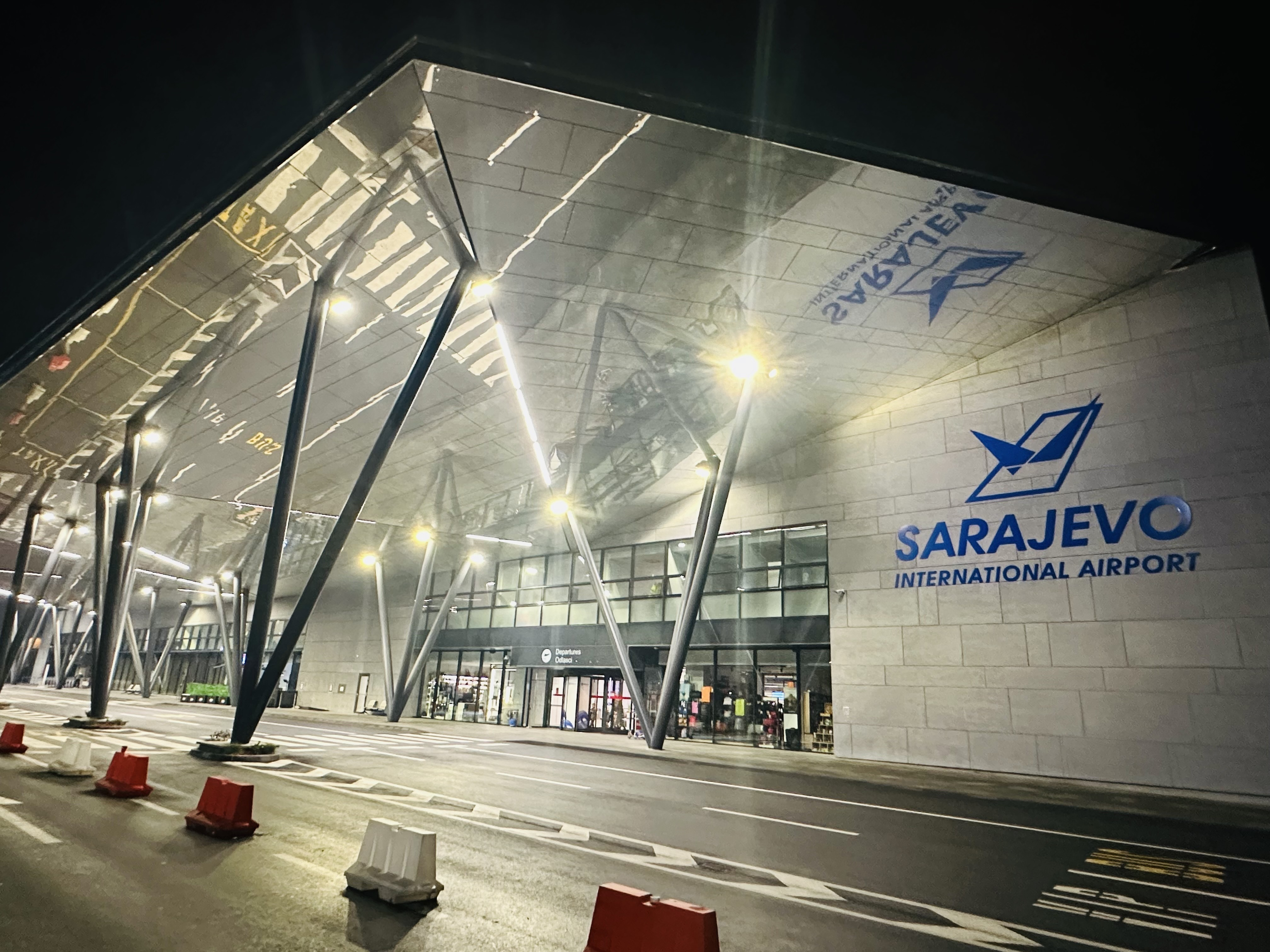
塞拉耶佛國際機場

塞拉耶佛國際機場又稱布特米爾機場（Butmir），位於塞拉耶佛市區西南數公里處。機場在戰爭中被聯合國使用且作為人道支援用途。1996年簽訂岱頓協定之後，機場也開始投入一般民用。在15屆歐洲國際機場年會上，塞拉耶佛國際機場被評為歐洲使用者在100萬人以下的機場中的最佳機場。2006年，塞拉耶佛機場的旅客量達534,000名。在10年前的1996年，旅客量只有25,000人。2011年，塞拉耶佛國際機場的旅客量達到599,996人，比波黑的任何機場都要多，和2010年相比增長了6.5%。2012年的增長率則估計約有10%。塞拉耶佛機場有擴大航站樓和跑道及停機坪的計劃，預計將在2012年內開工。航站樓的面積將會比現在擴大7,000平方米。機場內的商業設施也將升級。
塞拉耶佛有連接薩格勒布、貝爾格萊德、布達佩斯和普洛切的國際列車，每日開行。塞拉耶佛也有開往波黑各主要城市的列車運行。

## 通信和媒體
作為波黑的首都，塞拉耶佛是波黑眾多新聞媒體的據點。雖然通信和廣播設施幾乎都在戰爭中被破壞，戰後在駐波黑國際高級代表的幫助之下實現了復興。例如，在1995年塞拉耶佛首次可以使用互聯網。
《解放》（Oslobođenje）創刊于1943年，是戰後塞拉耶佛運營期間最長，在戰爭中仍能求生的唯一的一份報紙。然而，發行量被1995年創刊的日報《聲》（Dnevni Avaz）和《早晨新聞》（Jutarnje Novine）超過。其他在當地定期發行的報紙還有克羅地亞語報紙Hrvatska riječ和波斯尼亞語的《開始》（Start）、週刊雜誌《波斯尼亞解放》（「Slobodna Bosna」）、《BH的每天》（BH Dani）。Novi Plamen是月刊雜誌，也是左派思想的代表。
塞拉耶佛的公共廣播電視台是波黑的三家公共廣播之一。其他將總部設在塞拉耶佛的電視台還有NRTV “Studio 99”、哈亞特電視台（NTV Hayat）、開放廣播網（Open Broadcast Network）、坎托納塞拉耶佛電視台（TV Kantona Sarajevo）、阿爾法電視台（Televizija Alfa）。此外還有很多小規模的獨立廣播電台，如M電台（Radio M）、舊城電台（Radio Stari Grad）、斯圖丹斯基電台（Studentski eFM Radio）、202電台（Radio 202）、RSG等。塞拉耶佛還能收聽收看自由歐洲電台和其他歐美各國的廣播電視節目。

## 教育

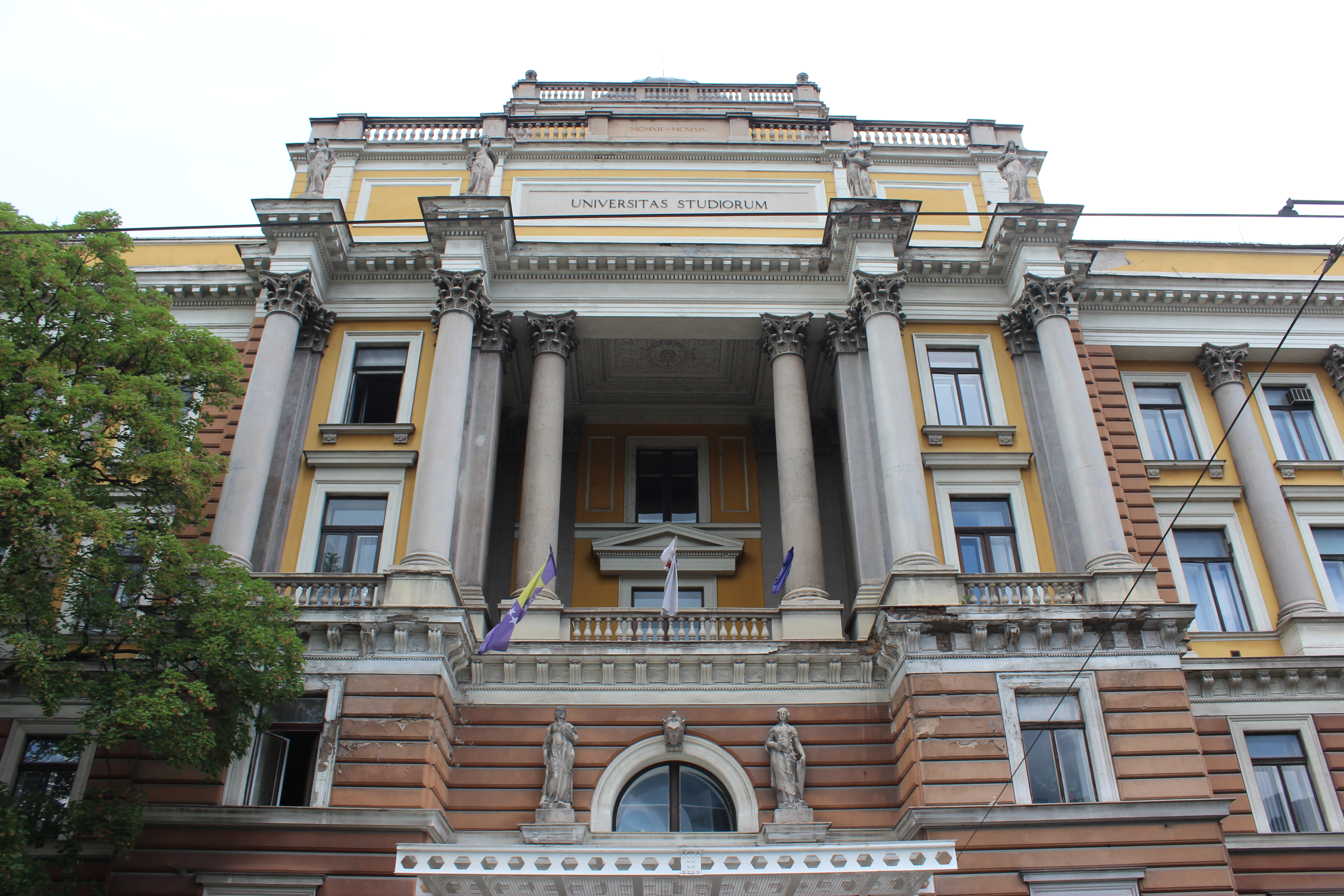
塞拉耶佛大學的法學院

塞拉耶佛的高等教育有著悠久的歷史。塞拉耶佛已知的最早的高等教育是1531年格茲·胡色雷·貝格設立的蘇菲主義哲學的學校。之後設立了眾多宗教學校。1887年，在奧匈帝國的統治下，伊斯蘭教法法學校改為5年制學校。設立于1940年代的塞拉耶佛大學是塞拉耶佛最早的真正的高等教育機構。進入1950年代后，設置了学士課程以上的教育內容。雖然在戰爭中嚴重受損，塞拉耶佛大學在此之後復興，和40所以上的大學有提携關係。
2005年時，塞拉耶佛有46所初等學校（1年-9年）、33所高等學校（10年-13年），其中有3所學校是特殊學校。此外，Druga Gimnazija是國際文憑課程的学校。
塞拉耶佛還有多所國際學校，為外國居民服務，有QSI塞拉耶佛國際學校和塞拉耶佛法語國際學校等。

## 旅遊
塞拉耶佛有著發達的旅遊產業，在2006年寂寞星球的「世界都市」排行榜中，塞拉耶佛排在43位。在體育關聯的旅遊產業，過去1984年冬奧會的設施，特別是附近別拉什尼察山、伊古曼山、雅赫尼那山、特雷貝維奇山、特雷斯卡維察山的滑雪設施仍在使用。塞拉耶佛600年的歷史受到來自東西各大帝國的強烈影響，這也是塞拉耶佛觀光的魅力。得益于塞拉耶佛是奧斯曼帝國和奧匈帝國交易的據點，數世紀以來世界各地的觀光客都來到塞拉耶佛。塞拉耶佛的著名觀光景點有波斯尼亞河的源頭波斯尼亞之泉公園、天主教會的聖心主教座堂、格兹·胡色雷·貝格清真寺等。塞拉耶佛的觀光產業大多基於歷史、宗教和文化要素。

### 格兹·胡色雷·貝格巴扎

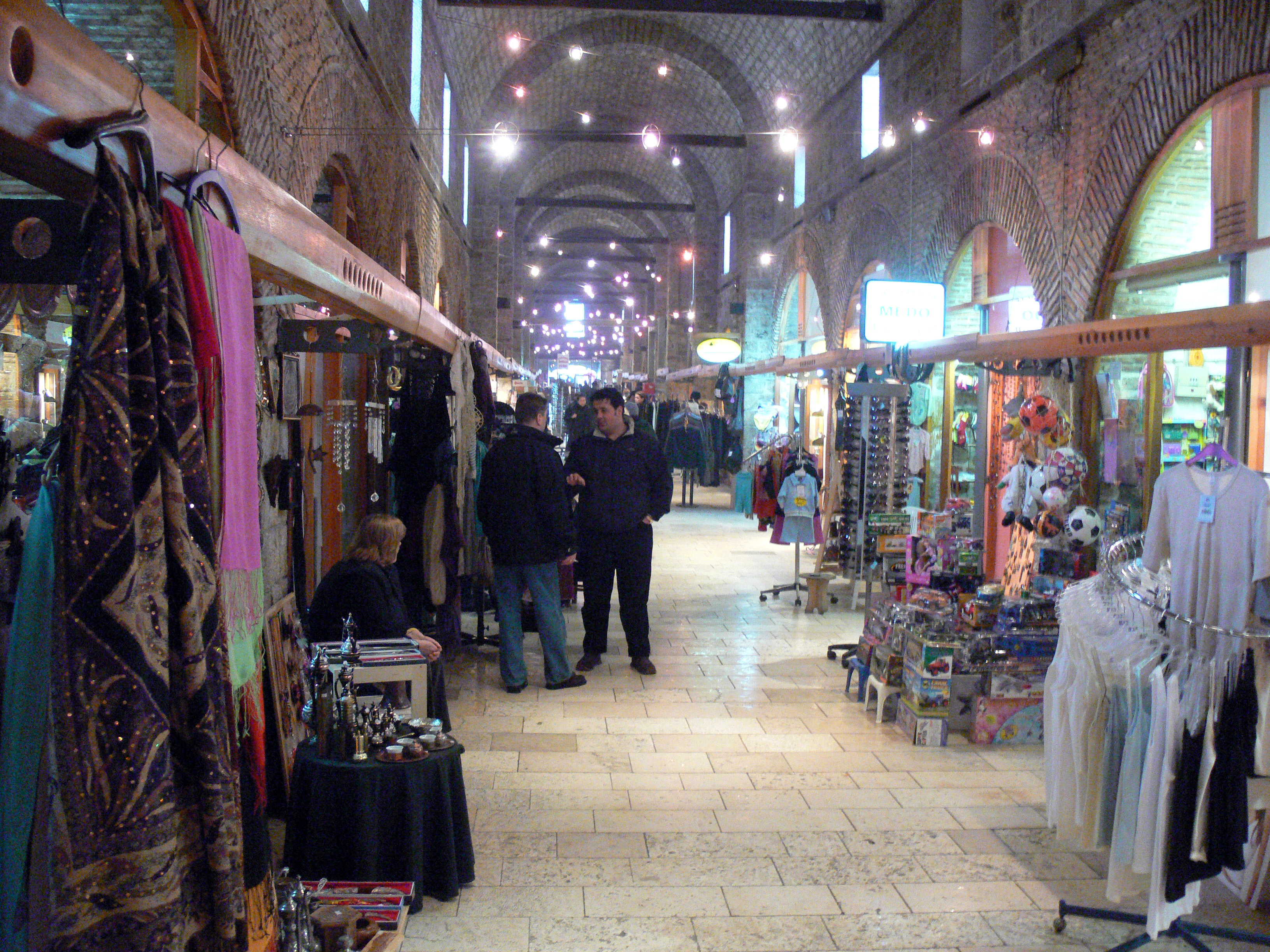
帶有屋頂的巴扎

格兹·胡色雷·貝格巴扎是1542年至1543年由格兹·胡色雷·貝格建設，帶有屋頂的市場。設計者是拉古薩的匠人。長度達109米，超過50家店鋪林立于此。

### 格兹·胡色雷·貝格清真寺

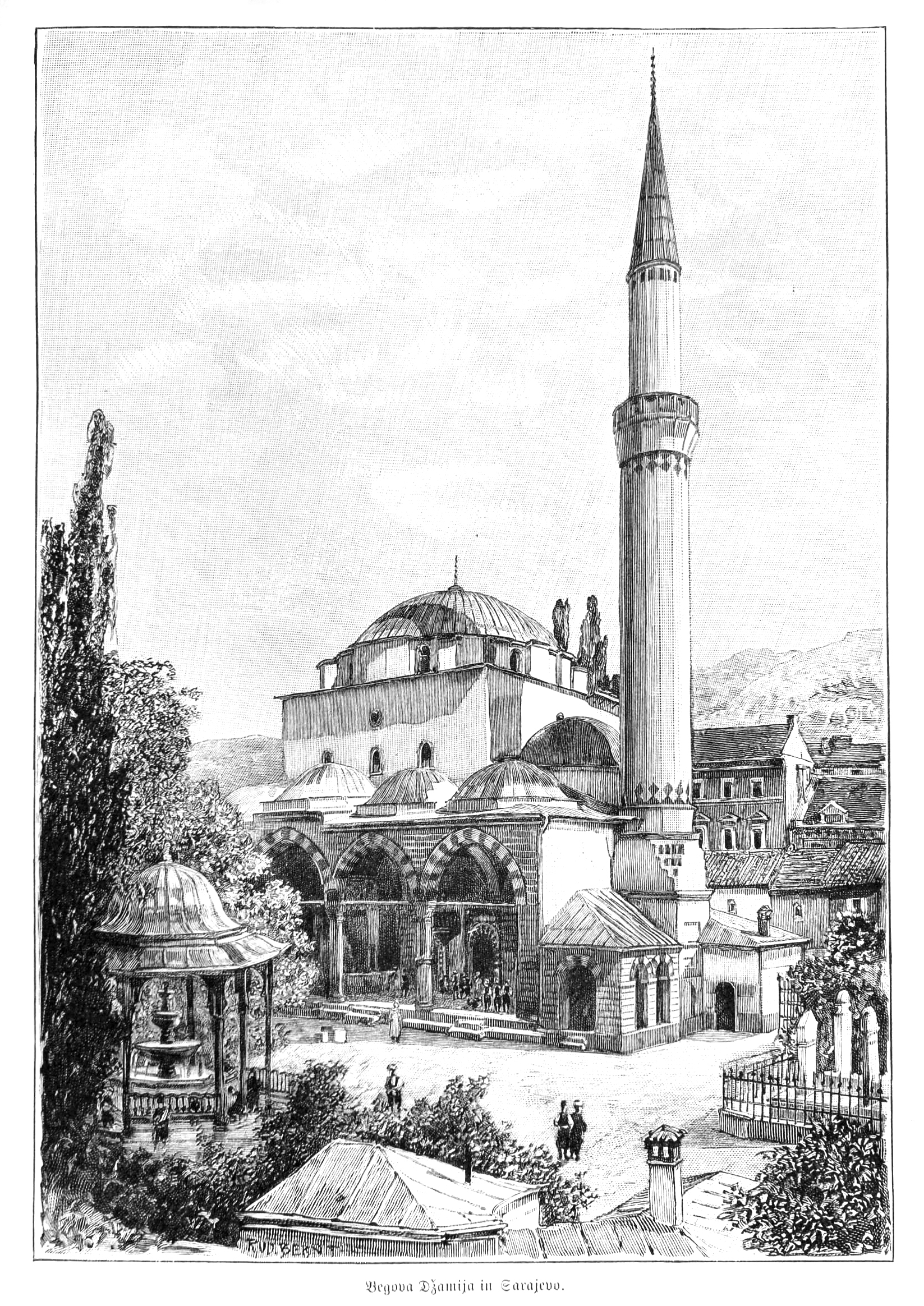
畫于1900年時的格兹·胡色雷·貝格清真寺

格兹·胡色雷·貝格清真寺是格兹·胡色雷·貝格在1531年建設的清真寺，是美麗的奧斯曼建築
。清真寺的設計者是科查·米馬爾·希南、希南也是维舍格勒的穆罕默德·帕夏·索科洛维奇桥和伊斯坦布爾的蘇萊曼尼耶清真寺設計者。

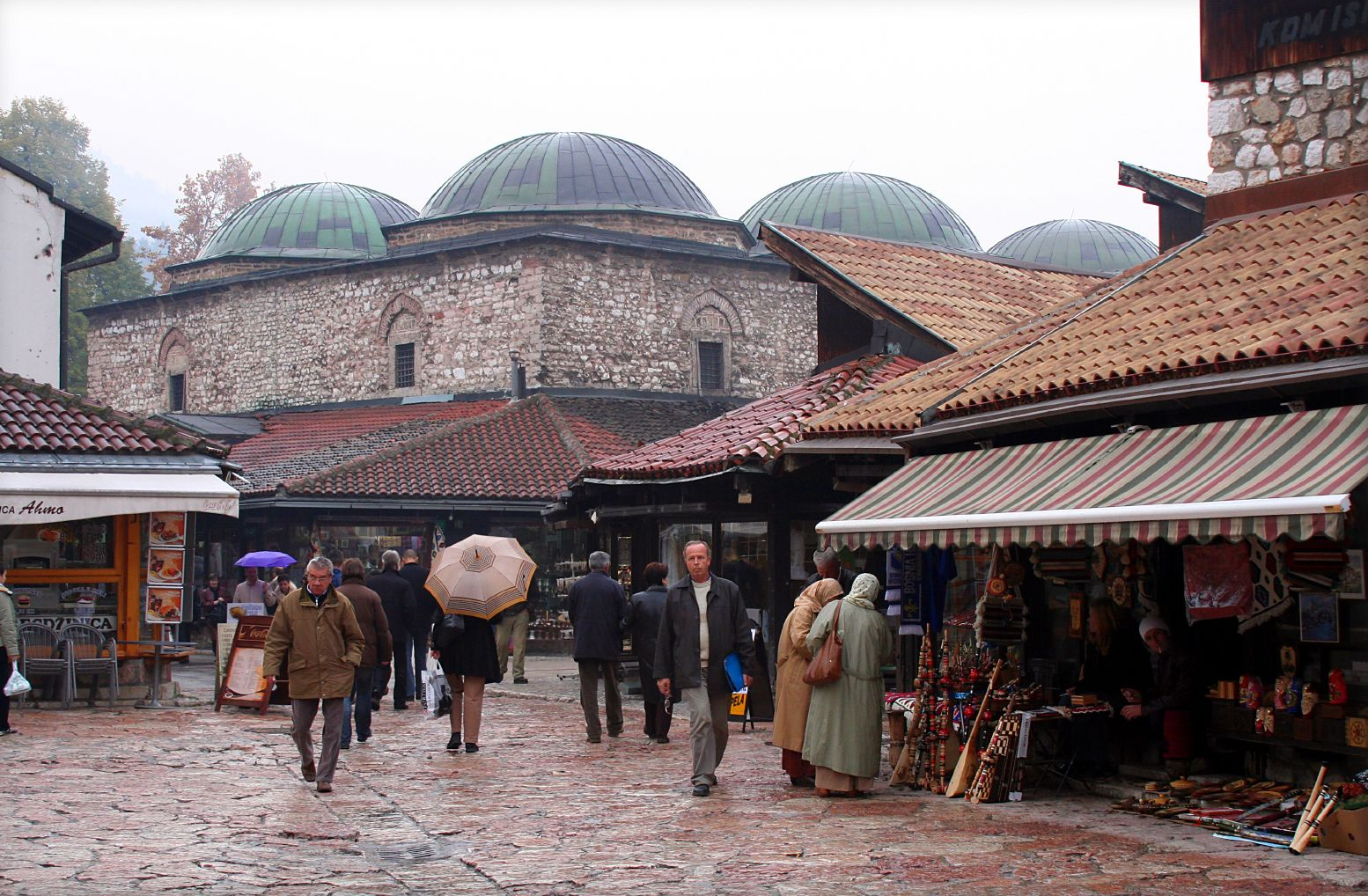
巴什查爾希亞。中央是布爾薩巴扎

在波黑戰爭時期，作為波士尼亞克人象徴的清真寺成為了被攻撃対象，在塞拉耶佛圍城戰役期間格兹·胡色雷·貝格清真寺受到了很大損害。戰爭結束後的1996年開始了修復工作。然而，當時的修復資金有很多都是來自沙特阿拉伯，修復時受到了瓦哈比派的影響。修復後的清真寺被消去了色彩和装飾性要素，改為以白色為基調的建築。2000年開始，爲了讓清真寺回到戰爭前的樣子，開始了完全的修復工作。有時通稱為「貝格清真寺」（Begova džamija）。

### 巴什查爾希亞
巴什查爾希亞是塞拉耶佛的舊市區的主大街，是在16世紀採取奧斯曼風格建造的商業地區。巴什查爾希亞有金屬工藝品和陶瓷器、寶石的買賣。在巴什查爾希亞還有1551年魯斯特姆·帕夏（Rustem pasha）修建的帶有穹頂狀屋頂的布魯薩巴扎。這裡有從土耳其的布爾薩帶來的絲織品銷售。另外，建於1891年，塞拉耶佛代表性地標的塞比利（Sebilj）是一個具有獨特形狀的噴泉，位於巴什查爾希亞的中央。這個名字是來自于阿拉伯語中的「道路」一詞「Sebil」。

### 阿里帕夏清真寺
阿里帕夏清真寺是基於哈迪姆·阿里·帕夏（Hadim Ali-pasha）的遺囑，用阿里的遺產在1560年至1561年期間建造的清真寺。阿里希望使用自己的遺產，在自己的墓旁修建清真寺。清真寺在波黑戰爭期間嚴重受損，戰後進行了斷續的修復工作。

### 拉丁橋
拉丁橋的舊稱是普林齐普橋。這座橋是奧匈帝國的帝位繼承者弗朗茨·斐迪南大公夫妻被加夫里洛·普林齐普殺害的塞拉耶佛事件的現場。橋樑過去是木造橋，在洪水中被破壞，1798年重建。1914年，在這座橋的北側，大公夫妻被暗殺，成為第一次世界大戰的導火索。為紀念南斯拉夫愛國主義，橋樑曾改名為普林齐普橋，南斯拉夫解體之後其名稱恢復為拉丁橋。

### 塞爾維亞正教會的主教座堂

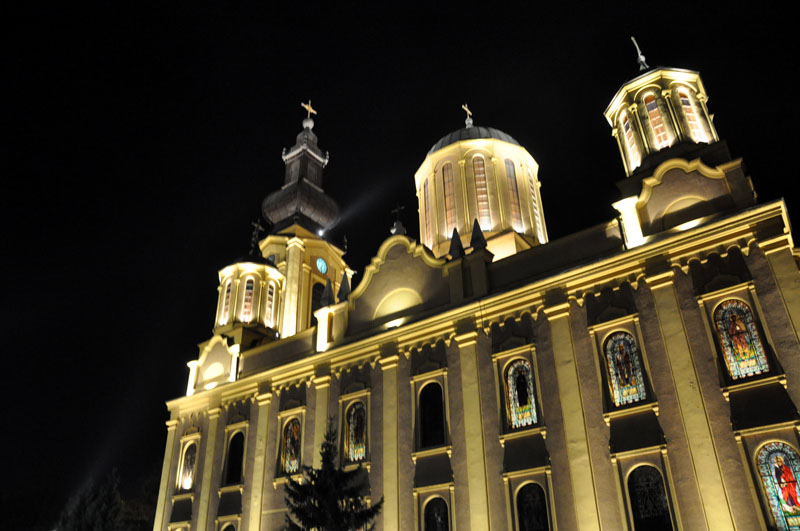
塞爾維亞正教會的聖母聖誕主教座堂

塞拉耶佛的塞爾維亞正教會的主教座堂的正式名稱是「聖母聖誕主教座堂」，是紀念聖母瑪利亞的誕生的大教堂。建造於1863年至1868年期間。教堂有三個巴西利卡和帶有十字架的5個穹頂。

### 天主教會的主教座堂

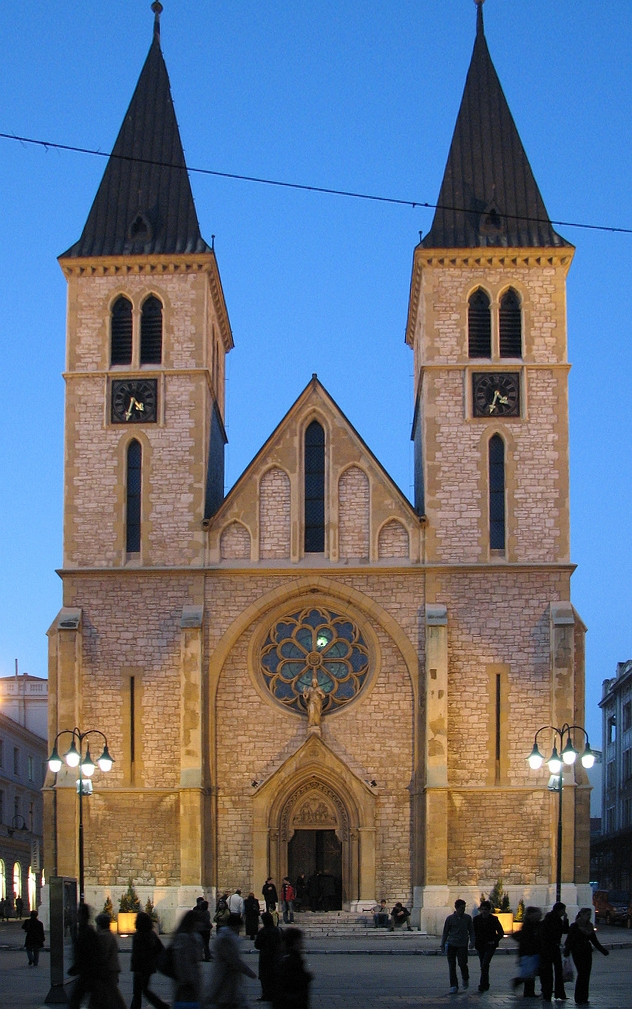
天主教會的聖心主教座堂

塞拉耶佛的天主教會的主教座堂的正式名稱是「聖心主教座堂」，是波黑最大的天主教的主教座堂，為紀念耶穌基督的聖心而建造。建造于1884年至1889年期間，是哥德式的建築。入口處上方窗戶的設計繪有薩拉熱窩州的州旗和風景，另外羅馬式美術風格的2個塔上繪有塞拉耶佛的市旗和市徽。

### 伊納特庫徹
在奧匈帝國統治波黑的1914年，帝國曾在塞拉耶佛的舊市區尋找建設市政府和圖書館的土地。計劃建設地已有兩個土耳其浴場和一戶民家，雖然曾要求所有者賣出這塊土地，卻被所有者一直拒絕。帝國當局甚至威脅土地的所有者，終於使得這位所有者離開了這塊土地。爲了表達對當局的遺恨，他將自己的家解體并一片一片的移動，在米利亚茨卡河對岸重建了自己的家。這做建築目前是一座名為「伊納特庫徹」（Inat kuća）的餐館，名稱帶有「遺恨之家」之意。

## 文化

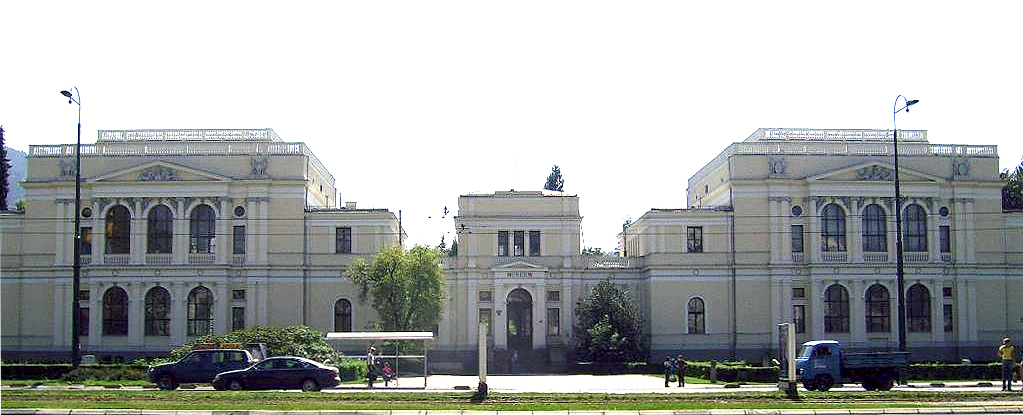
波黑國家博物館

塞拉耶佛有眾多不同的宗教共存，城市的文化也十分多樣。波斯尼亞的穆斯林、正教徒、天主教徒、猶太人在同一個城市居住，同時也一直維持了各自獨特的認同感。然而，戰爭之後穆斯林的人口比例增加。隨著戰後時間的經過，人們也逐漸回到了城市。另外，來自東亞的移民也有増加。在歷史上，塞拉耶佛是奧斯曼帝国時代多位波斯尼亞詩人和思想家的故地。諾貝爾獎得獎者弗拉迪米爾·普雷洛格就是塞拉耶佛出身。另外，奧斯卡獎得主達尼斯·塔諾維奇也是塞拉耶佛出身。諾貝爾獎得主伊沃·安德里奇的人生大部份時間都是在塞拉耶佛度過。

### 博物館

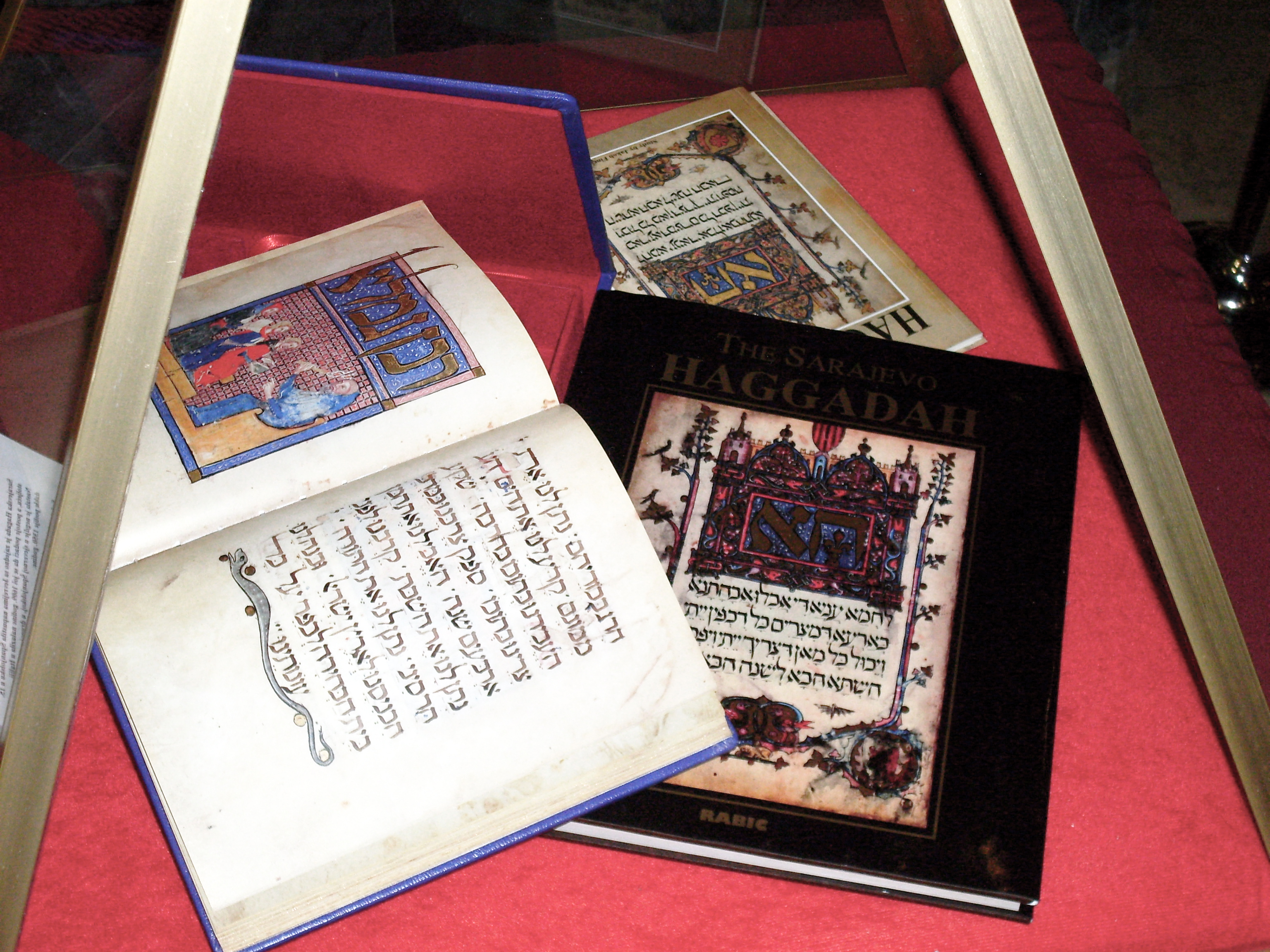
塞拉耶佛哈加達的複製品

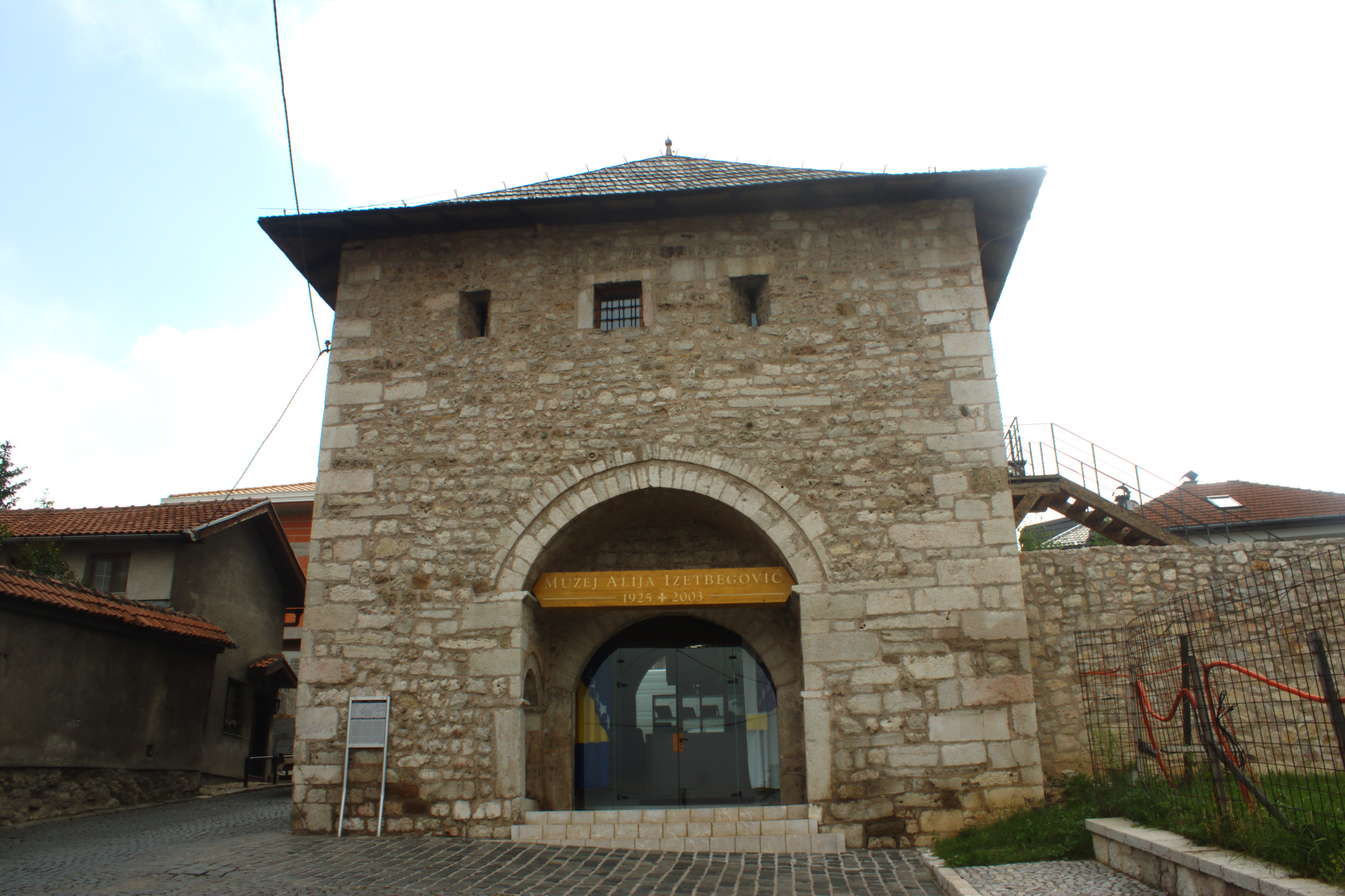
伊澤特貝戈維奇博物館

塞拉耶佛有眾多博物館，包括了塞拉耶佛博物館、Ars Aevi現代美術館、波黑歷史博物館、波黑文學和戲劇藝術博物館和波黑國家博物館（開設于1888年）收藏有塞拉耶佛哈加達（Sarajevo Haggadah）、泥金裝飾手抄本和最老的塞法迪猶太人檔案。猶太人哈加達在博物館永久展出，是世界上僅存的一份帶插畫的塞法迪哈加達。國家博物館長期展出當地和區域性及國際性文化及歷史遺產，收藏了超過5,000件波黑歷史文物。阿利雅·伊澤特貝戈維奇博物館博物館在2007年10月19日開放，位於舊城區。博物館收藏了波黑首任總統阿利雅·伊澤特貝戈維奇相關的一些文物。
塞拉耶佛還有設立於1919年的塞拉耶佛國立劇場。另外還有塞拉耶佛青年劇場。其他的文化設施有塞拉耶佛文化中心、塞拉耶佛市圖書館、波黑藝術畫廊等。波斯尼亞協會是以波斯尼亞人的歷史為焦點的私有圖書館和美術館。
在戰爭導致的破壞 和復興開發中，有多座設施和文化、宗教象徴消失。其中包括了格茲·胡色雷·貝格圖書館和波士尼亞與赫塞哥維納國家和大學圖書館、塞拉耶佛東方協會、關於1984年冬季奧運會的博物館。各級政府在之後設置了保護文化財產的法律和機構。塞拉耶佛的文化財產保護機構有波黑文化歷史自然遺產保護協會和波黑國立紀念物保存委員會。

### 音樂
塞拉耶佛流行搖滾（Sarajevska škola pop-roka）是自1961年至1991年期間發展的音樂。這種音樂由Indexi、白紐扣樂隊等樂隊和創作歌手凱末爾·蒙特尼奧等人發起。塞拉耶佛流行搖滾在誕生後的1980年代也在持續，有普拉維·奧爾科斯塔爾、禁止吸煙樂團、紅蘋果樂團等人活躍。在1992年因戰爭爆發而結束。戰爭結束后首次在塞拉耶佛舉行演唱會的樂隊是愛爾蘭的U2。塞拉耶佛還舉辦有這一地區最大規模的爵士音樂節塞拉耶佛爵士音樂節。

### 文化活動

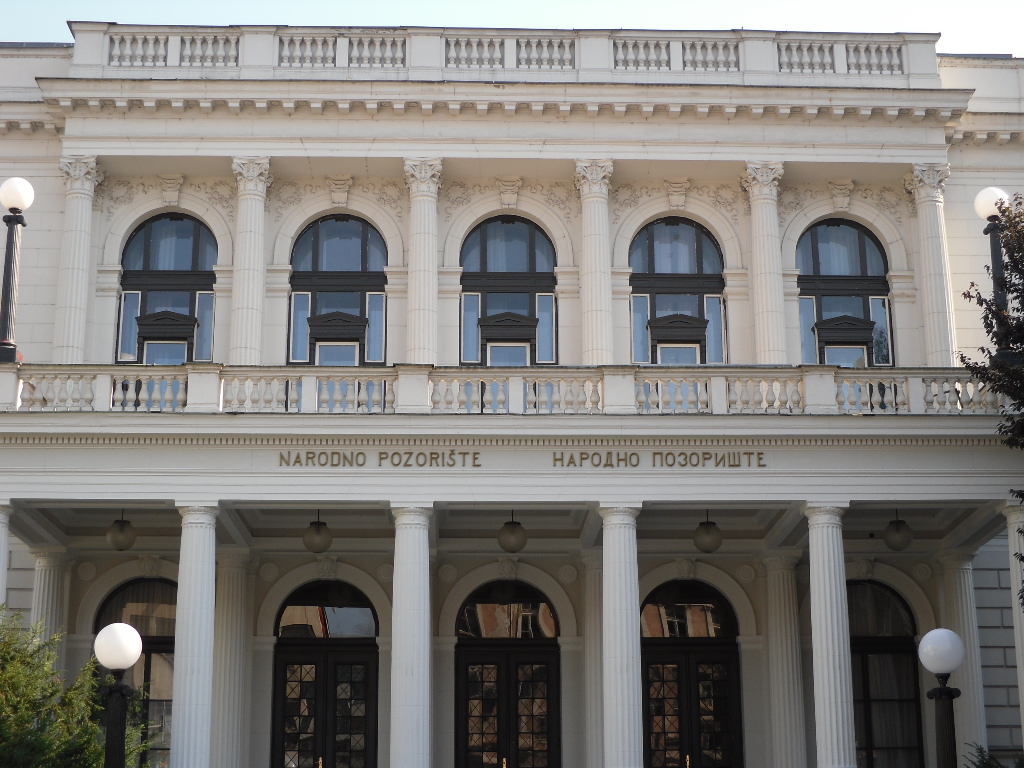
塞拉耶佛電影節在塞拉耶佛國立劇場舉行

塞拉耶佛舉行的主要文化活動有塞拉耶佛電影節和塞拉耶佛爵士音樂節。塞拉耶佛電影節開始于1995年，是巴爾幹頂級的電影節。此外還有有名的塞拉耶佛爵士音樂節和持續數週展示當代文化、音樂、舞蹈的活動「巴什查爾希亞之夜」。
塞拉耶佛電影節在塞拉耶佛市中心的國立劇場舉行，由世界有名的演員和電影導演、音樂家擔任主持。史蒂夫·布西密、博諾、Coolio、約翰·馬克維奇、尼克·諾爾蒂、丹尼爾·克雷格、威廉·達佛、安東尼·明格拉、凱特琳·卡特利吉、亞歷山大·佩恩、索菲·奥康尼多、斯蒂芬·弗里爾斯等都曾是塞拉耶佛電影節的主持人。自從1995年塞拉耶佛電影節開始以來，吸引了眾多觀眾和名人參加，電影節升級為國際級水準活動。首屆塞拉耶佛電影節是在戰爭仍在持續的1995年的塞拉耶佛舉行的。塞拉耶佛電影節在進入2000年代后，是巴爾幹半島最大也最著名的電影節。
塞拉耶佛爵士音樂節 吸引了波黑國內外的爵士樂迷，理查德·波納、約翰·巴特勒三重奏、克莉絲蒂娜·布蘭柯、達佛·約塞夫等都曾參加爵士音樂節。音樂節在波黑文化中心（「主會場」）、塞拉耶佛青年舞台劇場（「奇妙的果實會場」）、沃伊斯卡·費德拉齊會館（「個人會場」）、CDS（「團體會場」）舉行。

### 體育
塞拉耶佛是1984年冬季奧林匹克運動會的會場。南斯拉夫當時在男子大迴旋項目中由尤雷·弗兰科獲得了一枚銀牌。許多奧運設施都在戰爭中倖存，或者被重建。其中也包括澤塔奧林匹克體育場和阿希姆費爾哈托維奇體育場。之後塞拉耶佛還共同舉辦了東南歐友好大會，也被選為2009年的冬季特奧會會場，但後來這個計劃中止了
。
足球在塞拉耶佛相當盛行。塞拉耶佛的足球俱樂部有「FK塞拉耶佛」和「澤列茲尼察」，都是參加過歐洲及世界規模大賽的球隊。除此之外，還有「FK奧林匹克」、「NK SASK納普里達克」等球隊。足球以外，籃球也很興盛，「KK波斯尼亞」是1979年歐洲籃球聯賽的冠軍得主。國際象棋俱樂部「波斯尼亞塞拉耶佛」在1980年代開始成為冠軍級隊伍。塞拉耶佛舉辦過網球和踢拳等各種國際體育大賽和活動。攀岩也很盛行，距離市中心不遠處就有攀岩用的岩壁，還有達利維亞塞拉耶佛國際賽道（Dariva Sarajevo International Speedway）。
| 俱樂部             | 聯賽             | 主場                    | 設立   |
| ------------------ | ---------------- | ----------------------- | ------ |
| 澤列茲尼察         | 波黑足球超級聯賽 | 格尔巴维察体育场        | 1921年 |
| FK塞拉耶佛         | 波黑足球超級聯賽 | 阿西姆·費爾哈托維奇球場 | 1946年 |
| RK波斯尼亞塞拉耶佛 | 波黑手球超級聯賽 | Ramiz Salčin Hall       | 1948年 |
| KK波斯尼亞         | 波黑籃球超級聯賽 | Mirza Delibašić Arena   | 1951年 |

## 國際關係

### 姊妹城市
塞拉耶佛的姊妹城市有
- 巴塞羅那 （自2000年）[83]
- 薩格勒布（自2001年）[83]
- 盧布爾雅那（自2002年）[83]
- 鹽湖城（自2002年）[83]
- 開羅（自2006年）[83]
- 杜布羅夫尼克（自2006年）[83]
- 利勒哈默爾（自2006年）
- 斯科普里（自2006年）[83][84]
- 科尼亞（自2007年）[83]

### 友好城市
塞拉耶佛的友好城市有
- 土耳其布爾薩（自1979年）
- 土耳其阿克希薩爾
- 土耳其伊斯坦布爾（自1997年）[86][87]
- 土耳其安卡拉（自2007年）
- 中華人民共和國天津（自1981年）
- 中華人民共和國上海
- 意大利威尼斯（自1994年）
- 意大利科莱尼奥（自1994年）
- 意大利費拉拉（自1978年）
- 意大利那不勒斯（自1976年）
- 意大利普拉托（自1995年）
- 匈牙利布達佩斯（自1995年）[88][89]
- 克羅地亞卡爾洛瓦茨
- 英國考文垂（自1957年）
- 德國沃爾夫斯堡（自1985年）
- 德國馬格德堡（自1972年）
- 德國腓特烈港（自1972年）
- 西班牙馬德里（自2007年）[90]
- 西班牙巴塞羅那（自1986年）[91]
- 奧地利因斯布魯克（自1980年）
- 荷蘭阿姆斯特丹
- 法國塞爾舍瓦利耶（英语：Serre Chevalier）（自1995年）
- 法國吕埃-马尔迈松
- 北馬其頓斯科普里（自2007年）
- 瑞典斯德哥爾摩（自1997年）
- 捷克塔博爾
- 阿爾巴尼亞地拉那（自1996年）
- 美國代顿（自1999年）
- 阿塞拜疆巴庫（自1972年）
- 科威特科威特城（自1998年）
- 阿爾及利亞阿爾及爾
- 阿爾及利亞特萊姆森（自1964年）
- 利比亞的黎波里（自1976年）

## 相关作品
- 《瓦爾特保衛薩拉熱窩》
- 《薩拉熱窩的羅密歐與茱麗葉》
- 《旅行之歌》

### 引用
1. 1 2  Stilinovic, Josip (3 January 2002). "In Europe's Jerusalem" （页面存档备份，存于）, Catholic World News. The city’s principal mosques are the Gazi Husrev-Bey’s Mosque, or Begova Džamija (1530), and the Mosque of Ali Pasha (1560–61). Retrieved on 5 August 2006.
2. 1 2  Benbassa, Esther; Attias, Jean-Christophe. . London: Zed Books. 2004: 27  [2012-04-17]. ISBN 1842773917. （原始内容存档于2013-12-16）.
3. 1 2  . Visit Sarajevo.   [2012-03-28]. （原始内容存档于2011-08-23）.
4. ↑  Sarajevo Official Web Site. About Sarajevo. （页面存档备份，存于）Sarajevo Top city guide. （页面存档备份，存于） Retrieved on 4 March 2007.
5. 1 2   (PDF). Federal Office of Statistics, Federation of Bosnia and Herzegovina: 3. 2011-08-31  [2013-08-31]. （原始内容 (PDF)存档于2013-05-11）.
6. ↑  . Mediterranea News. 2011-05-12  [2012-04-05]. （原始内容存档于2012-04-24）.
7. ↑  daenet d.o.o. . Sarajevo.ba.   [2012-04-05]. （原始内容存档于2012-04-01）.
8. ↑  Malcolm, Noel. Bosnia: A Short History. ISBN 978-0-8147-5561-7.
9. 1 2  . UNIVERSITY OF SARAJEVO.   [2012-04-24]. （原始内容存档于2015-05-18）.
10. ↑  Valerijan, Žujo; Imamović, Mustafa; Ćurovac, Muhamed. Sarajevo.
11. ↑  . Lonely Planet.   [2009-09-12]. （原始内容存档于2011-07-23）.
12. ↑  Connelly, Charlie. . The Times (UK). 2005-10-08  [2010-05-10]. （原始内容存档于2020-05-05）.
13. ↑  Kelley, Steve. Rising Sarajevo finds hope again （页面存档备份，存于）. The Seattle Times. Retrieved on 19 August 2006.
14. ↑  .   [2012-04-17]. （原始内容存档于2021-01-24）.
15. 1 2  Lonely Planet (March 2006). The Cities Book: A Journey Through The Best Cities In The World, Lonely Planet Publications, ISBN 978-1-74104-731-8.
16. ↑  . News.com.au.   [2010-01-19]. （原始内容存档于2010-10-10）.
17. ↑  Anil Polat. . Foxnomad. 2012-03-27  [2012-03-30]. （原始内容存档于2012-03-30）.
18. ↑  . BH-News.com.   [2011-09-15]. （原始内容存档于2021-01-24）.
19. ↑  . Group of the European People's Party (Christian Democrats) in the European Parliament.   [2011-09-15]. （原始内容存档于2018-08-02）.
20. 1 2   (PDF). 深野摩耶.   [2012-04-24]. （原始内容 (PDF)存档于2020-12-06）.
21. ↑  . Tourism Association of Sarajevo Canton.   [2012-04-24]. （原始内容存档于2007-12-12）.
22. ↑  II – PROCEDURE PRIOR TO DECISION. "Roman remains at Ilidža, the archaeological site" 的存檔，存档日期2007-09-27., Bosnia and Herzegovina Commission to Preserve National Monuments, Retrieved on 3 August 2006.
23. 1 2 3 4  New Britannica, volume 10, edition 15 (1989). Sarajevo. ISBN 978-0-85229-493-2.
24. ↑  . Columbia Encyclopedia.   [2012-04-24]. （原始内容存档于2006-08-29）.
25. ↑  FICE (International Federation of Educative Communities) Congress 2006. Sarajevo – History.[] Congress in Sarajevo. Retrieved on 3 August 2006.
26. ↑  "Independent State of Croatia 的存檔，存档日期2008-04-12.".  Britannica Online Encyclopedia. Accessed 8 September 2009.
  - "Croatia （页面存档备份，存于）". Microsoft Encarta Online Encyclopedia. Accessed 8 September 2009.
  - "Yugoslavia （页面存档备份，存于）". Holocaust Encyclopedia. United States Holocaust Memorial Museum. Accessed 8 September 2009. Archived 2009-10-31.
27. ↑  Hadžijahić, Muhamed, , , Sarajevo: Institut za istoriju radničkog pokreta: 277, 1973, （原始内容存档于2016-03-06） （塞尔维亚-克罗地亚语）
28. ↑  Robert J. Donia, Sarajevo: a biography. University of Michigan Press, 2006. (p. 197)
29. ↑  . Sachs, Stephen E. (1994).   [2006-08-03]. （原始内容存档于2008-03-08）.
30. ↑  McDonald, Gabrielle Kirk. . 1999-06  [2012-04-23]. ISBN 9789041111340. （原始内容存档于2020-06-05）.
31. ↑  Hartmann, Florence. . Helsinki Committee for Human Rights in Serbia. July 2007  [2010-05-11]. （原始内容存档于2011-09-22）.
32. 1 2  Bassiouni, Cherif. . United Nations. 1994-05-27  [2010-05-10]. （原始内容存档于2014-03-02）.
33. ↑  . UNION OF CENTRAL AND SOUTHEASTERN EUROPEAN CAPITALS.   [2012-04-16]. （原始内容存档于2010-02-05）.
34. ↑  . （原始内容存档于2009-02-19）.
35. ↑  . UN.   [2012-04-24]. （原始内容存档于2008-12-23）.
36. ↑  . UN.   [2012-04-24]. （原始内容存档于2009-08-07）.
37. ↑  . UN.   [2012-04-24]. （原始内容存档于2008-12-21）.
38. ↑  World Bank Operations Evaluation Department.  (PDF). OED Reach. 2004-09-02  [2006-08-03].
39. ↑  . Exportcouncil.ba.   [2012-04-05].[永久]
40. ↑  Lacan, Igor; McBride, Joe R. . Urban Forestry & Urban Greening. 2009, 8 (3): 133–148. doi:10.1016/j.ufug.2009.04.001.
41. ↑  . 香港天文台.   [2012-04-22]. （原始内容存档于2012-09-14）.
42. ↑  . Weatherbase.   [2012-04-22]. （原始内容存档于2021-01-24）.
43. ↑  . Hong Kong Observatory.   [2010-09-08]. （原始内容存档于2011-11-24）.
44. ↑  . Ministry of Defense of Bosnia and Herzegovina.   [2012-04-24]. （原始内容存档于2011-10-04）.
45. ↑  . Government of Sarajevo.   [2012-04-24]. （原始内容存档于2008-02-24）.
46. ↑  . European Commission & World Bank. The EC reconstruction programme for Bosnia and Herzegovina detailed by sector.   [2006-08-05]. （原始内容存档于2007-11-06）.
47. ↑  . CIA World Factbook.   [2006-08-05]. （原始内容存档于2018-12-25）.
48. ↑  Radovinović, Radovan; Bertić, Ivan (编).  3rd. Zagreb: Sveučilišna naklada Liber. 1984 （克罗地亚语）.
49. ↑  http://www.unece.org/.html%5B%5D
50. ↑  Population density and urbanization. Retrieved on 5 August 2006.
51. ↑  . Sarajevo Canton.   [2006-08-05]. （原始内容存档于2006-08-09）.
52. ↑  . Bureau of Democracy, Human Rights, and Labor, US Department of State.   [2006-08-05]. （原始内容存档于2008-04-10）.
53. ↑  . Stilinovic, Josip (3 January 2002).   [2006-08-05]. （原始内容存档于2019-05-02）.
54. ↑  . Bosmal.   [2006-08-05]. （原始内容存档于2008-03-28）.
55. ↑  .   [2012-04-24].[]
56. ↑  Zahid Krkic. . Fortunecity.com.   [2012-04-05]. （原始内容存档于2000-09-01）.
57. ↑  . Exyuaviation.blogspot.com. 2011-09-17  [2012-04-05]. （原始内容存档于2014-12-22）.
58. ↑  . Airportcentersarajevo.com.   [2012-04-05]. （原始内容存档于2013-11-05）.
59. ↑  . European Journalism Centre (November 2002). European Media Landscape.   [2006-08-05]. （原始内容存档于2013-04-15）.
60. ↑  . Vockic-Avdagic, Jelenka.in Spassov, O. and Todorov Ch. (eds.) (2003), New Media in Southeast Europe. SOEMZ, European University "Viadrina" (Frankfurt - Oder) and Sofia University "St. Kliment Ohridski".   [2006-08-05]. （原始内容存档于2007-10-07）.
61. ↑  . Udovicic, Radenko (03-05-2002). Mediaonline.ba: Southeast European Media Journal.   [2012-04-26]. （原始内容存档于2012-02-27）.
62. ↑  . Studentski eFM Radio.   [2012-04-26]. （原始内容存档于2021-02-23）.
63. ↑  . Sarajevo official web site.   [2012-04-24]. （原始内容存档于2015-09-10）.
64. ↑  . University of Sarajevo.   [2012-04-24]. （原始内容存档于2008-12-04）.
65. ↑  Sarajevo Canton, 2000 Primary Education & Secondary Education 的存檔，存档日期2009-11-22.PDF（1.28 MB）. Sarajevo 2000, p107–08.
66. 1 2 3 4 5 6 7 8 9  Sarajevo City Official Website. . Sarajevo City Government.   [2008-11-11]. （原始内容存档于2009-01-22） （英语）.
67. ↑  The Turkish Times. . The Turkish Times.   [2008-11-11]. （原始内容存档于2008-08-20） （英语）.
68. 1 2 3 4  . Barnett, Tracy. (June 25, 2006) San Antonio Express-News.   [2012-04-24]. （原始内容存档于2021-02-24）.
69. ↑  . Sarajevo.net.   [2012-04-24]. （原始内容存档于2010-04-25）.
70. ↑  . Haggadah.ba.   [2012-03-28]. （原始内容存档于2020-04-19）.
71. ↑  . Perlez, Jane (12 August 1996). New York Times.   [2012-04-26]. （原始内容存档于2008-04-06）.
72. ↑  . Google Books.   [2010-08-05]. （原始内容存档于2017-04-02）.
73. ↑  . U2.com. Live Nation.   [2010-01-31]. （原始内容存档于2011-09-22）.
74. 1 2 3  . Sarajevo Film Festival.   [2009-10-18]. （原始内容存档于2009-09-06）.
75. ↑  . 塞拉耶佛州觀光協會.   [2009-10-18]. （原始内容存档于2020-11-27）.
76. ↑  .   [2009-10-18]. （原始内容存档于2009-08-03）.
77. ↑  . filmski.net.   [2012-04-24]. （原始内容存档于2021-01-24）.
78. ↑  . Sarajevo-travel.ba.   [2012-02-11]. （原始内容存档于2012-11-13）.
79. ↑  . IOC (2006).   [2006-08-05]. （原始内容存档于2010-02-24）.
80. ↑  Special Olympics, (2005 - Quarter 2). 2009 Games in SarajevoPDF（277 KB） Spirit. Retrieved on 5 August 2006.
81. ↑  . Hem, Brad (29 July 2006). IdahoStatesman.com.   [2012-04-16].
82. ↑  . Special Olympics (May 2006). Global News.   [2012-04-16]. （原始内容存档于2016-01-01）.
83. 1 2 3 4 5 6 7 8 9  daenet d.o.o. . Sarajevo.ba.   [2009-05-06]. （原始内容存档于2009-04-12）.
84. ↑  . City of Skopje.   [2009-07-14]. （原始内容存档于2013-10-24）.
85. ↑  . City of Sarajevo 2001–2008.   [2008-11-09]. （原始内容存档于2008-12-01）.
86. ↑  .   [2007-09-08]. （原始内容存档于2010-01-17）.
87. ↑  Erdem, Selim Efe. . Radikal. 2003-11-03  [2012-04-22]. （原始内容存档于2010-01-18） （土耳其语）. 49 sister cities in 2003
88. ↑  . Official website of New York City.   [2008-05-14]. （原始内容存档于2008-04-21）.
89. ↑  . Official Website of Budapest.   [2008-01-31]. （原始内容存档于2005-03-09） （匈牙利语）.
90. ↑   (PDF). （原始内容 (PDF)存档于2013-10-21）.
91. ↑  . Ajuntament de Barcelona 1995–2008.   [2008-11-11]. （原始内容存档于2009-02-16）.

## 外部連結
- 官方网站  （波斯尼亞文）
- 塞拉耶佛戰爭年表 （页面存档备份，存于）
- 塞拉耶佛在大英百科全書 （页面存档备份，存于）